# Libanon
Libanon (arabsky لبنان‎, Lubnán [lɪbˈnɛːn]), plným názvem Libanonská republika (arabsky الجمهورية اللبنانية‎, al-Džumhúríja al-lubnáníja), je stát na Blízkém východě v jihozápadní Asii, který na severu a východě sousedí se Sýrií, na jihu s Izraelem a na západě se Středozemním mořem; Kypr leží kousek od pobřeží země. Leží na křižovatce Středomoří a Arabského poloostrova. Libanon má rozlohu 10 500 km² a žije v něm 5,8 mil. obyvatel, kteří se nazývají Libanonci. Hlavním a největším městem země je Bejrút, dalšími významnými městy jsou Tripolis, Zahlé a Džunija. Úředním jazykem je arabština, francouzština je ústavou stanovený druhý jazyk.
Osídlení Libanonu se datuje od doby kolem roku 5000 př. n. l. V letech 3200–539 př. n. l. byl Libanon součástí Fénicie, námořní říše, která se rozkládala ve Středomoří. V roce 64 př. n. l. se území stalo součástí Římské říše a později Byzantské říše. Po 7. století se dostala pod vládu různých chalífátů, včetně Rášídského, Umajjovského a Abbásovského chalífátu. V 11. století vznikly křižácké státy, které připadly Ajjúbovcům a Mamlúkům a nakonec Osmanům. Za osmanského sultána Abdülmecida I. byl v 19. století založen první libanonský protostát, Mutasarrifát Libanonská hora, který byl v období Tanzimatu domovem maronitských křesťanů.
Po rozpadu Osmanské říše po první světové válce spadal Libanon pod Francouzský mandát Sýrie a Libanonu, který spravovala Francie a který ustanovil Velký Libanon. Francouzská vláda výrazně oslabila po německé invazi do Francie v roce 1940. Do roku 1943 získal Libanon nezávislost na Svobodné Francii a zavedl odlišnou formu konfesionalistické vlády, přičemž hlavním náboženským skupinám ve státě byly přiděleny specifické politické pravomoci. Nový libanonský stát byl po získání nezávislosti relativně stabilní, což však nakonec zhatilo vypuknutí libanonské občanské války (1975–1990). Rozsáhlé části země byly okupovány Sýrií v letech 1976–2005 a Izraelem v letech 1985–2000. Od konce konfliktů probíhalo rozsáhlé úsilí o oživení ekonomiky a obnovu národní infrastruktury.
Libanon je rozvojovou zemí, v indexu lidského rozvoje se nachází na 109. místě. Je klasifikován jako stát s vyššími středními příjmy. Libanonská krize likvidity, spojená s celostátní korupcí a katastrofami, jako byl výbuch v Bejrútu v roce 2020 (či Druhá libanonská válka nebo nápor běženců ze Sýrie a Palestiny), urychlila pád libanonské měny a podnítila politickou nestabilitu, rozsáhlý nedostatek zdrojů a vysokou nezaměstnanost a chudobu. Světová banka označila libanonskou hospodářskou krizi za jednu z nejhorších na světě od 19. století. Navzdory malé rozloze země je libanonská kultura proslulá jak v arabském světě, tak ve světě, a to především díky libanonské diaspoře. Libanon je zakládajícím členem Organizace spojených národů a Ligy arabských států, je členem Hnutí nezúčastněných zemí, Organizace islámské spolupráce, Mezinárodní organizace frankofonie a Skupiny G77.

## Název
Název pohoří Libanon pochází z fénického kořene lbn (𐤋𐤁𐤍), což znamená "bílý", zřejmě podle jeho zasněžených vrcholků.
Výskyt jména byl nalezen v různých textech ze střední doby bronzové z knihovny v Ebla a ve třech z dvanácti tabulek Eposu o Gilgamešovi. V Starověkém Egyptě je jméno zaznamenáno jako rmnn. V hebrejské Bibli se jméno vyskytuje téměř 70krát jako לְבָנוֹן Liḇanon.
Libanon jako název správní jednotky (na rozdíl od pohoří), který byl zaveden s osmanskými reformami v roce 1861 jako Libanonský mutasarrifát (arabsky: متصرفية جبل لبنان; turecky: Cebel-i Lübnan Mutasarrıflığı), pokračoval v názvu Velký Libanon (arabsky: دولة لبنان الكبير Dawlat Lubnān al-Kabīr; francouzsky: État du Grand Liban) v roce 1920 (arabsky: الجمهورية اللبنانية al-Jumhūrīyah al-Lubnāyah) v roce 1920 a nakonec v roce 1943 po získání nezávislosti pod názvem Libanonská republika (arabsky: الجمهورية اللبنانية al-Jumhūrīyah al-Lubnāyah).

## Dějiny

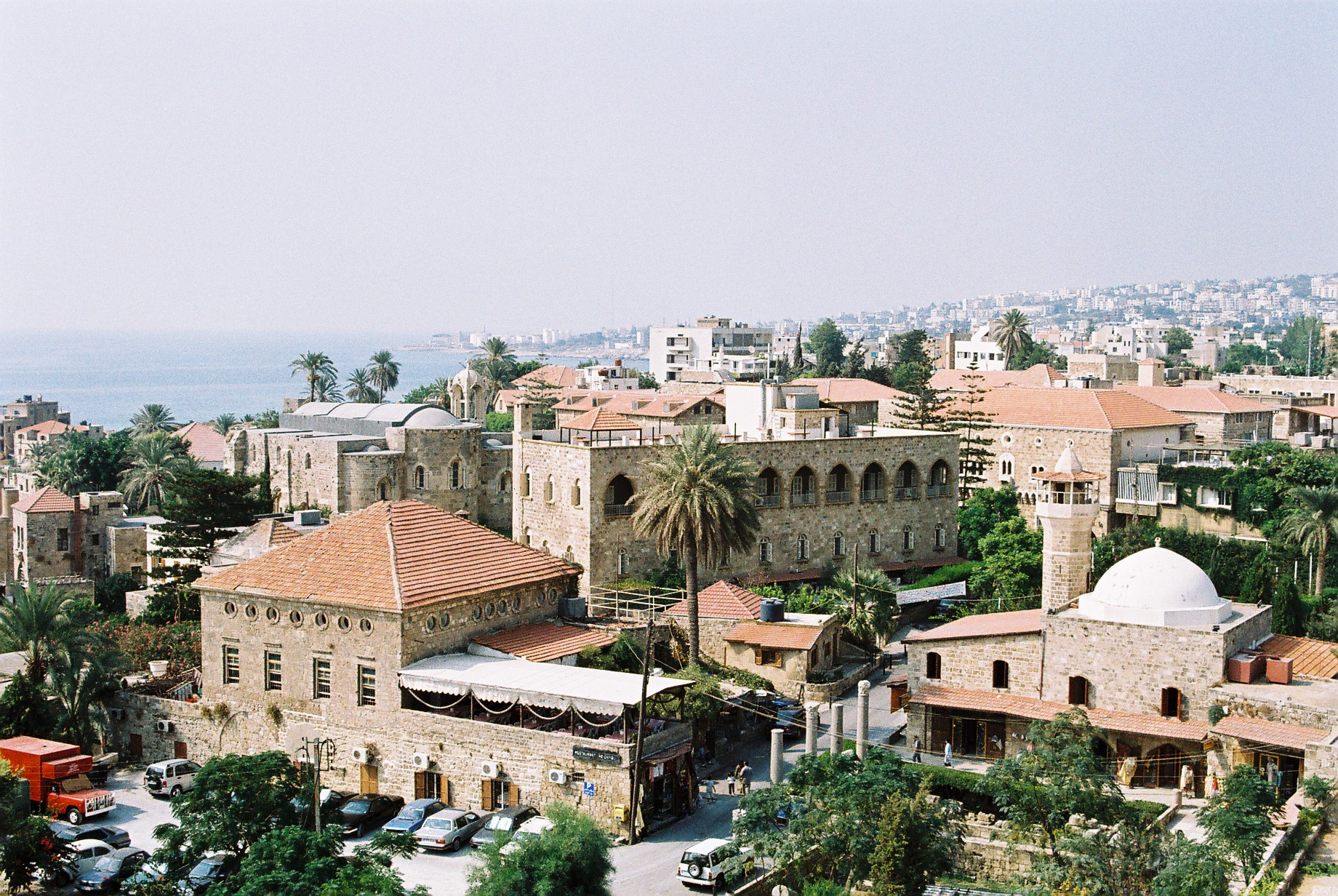
Předpokládá se, že Byblos byl poprvé osídlen mezi lety 8800 a 7000 př. n. l. a nepřetržitě osídlen od roku 5000 př. n. l, patří mezi nejstarší nepřetržitě obydlená města na světě.Je zapsán na seznamu světového dědictví.

Hranice současného Libanonu jsou výsledkem Sèvreské smlouvy z roku 1920. Jeho území se nacházelo v jádru kanaánských (fénických) městských států doby bronzové. Jako součást Levanty bylo v průběhu starověkých dějin součástí mnoha následných říší, včetně egyptské, asyrské, babylonské, achaimenovské, helénistické, sasánovské a římské.
Po dobytí Levanty muslimy v 7. století bylo součástí Rašidunské, Umajjovské, Abbásovské, Fátimovské a Seldžucké říše. Křižácký stát Tripolské hrabství, založený Raymondem IV. z Toulouse v roce 1102, zahrnoval většinu dnešního Libanonu, v roce 1289 připadl mamlúckému sultanátu a nakonec v roce 1516 Osmanské říši. Po rozpadu Osmanské říše se Velký Libanon dostal v roce 1920 pod francouzský mandát, v roce 1943 získal nezávislost pod vedením prezidenta Bechara El Khouryho. Historie Libanonu od získání nezávislosti se vyznačovala střídáním období relativní politické stability a prosperity založených na postavení Bejrútu jako regionálního finančního a obchodního centra, střídaných politickými nepokoji a ozbrojenými konflikty (arabsko-izraelská válka v roce 1948, libanonská občanská válka v letech 1975–1990, cedrová revoluce v roce 2005, libanonská válka v roce 2006, libanonský konflikt v roce 2007, libanonské protesty v letech 2006–2008, konflikt v Libanonu v roce 2008, přelití syrské občanské války v roce 2011 a libanonské protesty v letech 2019–2020).

### Starověk a středověk
Libanon se nachází ve významné oblasti Levanty, kde se v minulosti nacházela řada státních útvarů a rozličných civilizací. První důkazy osídlení území dnešního Libanonu pochází již z doby před více než sedmi tisíci lety. Jednalo se o domovinu Féničanů (území Fénicie), jejichž civilizace území dominovala téměř tři tisíce let (3200–539 př. n. l.). V roce 64 př. n. l. se území stalo součástí Římské říše a po vzniku křesťanství bylo jedním z prvních míst, kam se toto náboženství rozšířilo. V oblasti pohoří Libanon vznikla maronitská katolická církev, přičemž maronité si své náboženství a identitu udrželi i poté, co se území stalo součástí Rášidského chalífátu. Následně však v oblasti vznikla nábožensko-etnická skupina Drúzů, která se vedle maronitských křesťanů stala na několik století jednou ze dvou dominantních demografických skupin v oblasti. Po křížových výpravách bylo území rozděleno mezi Jeruzalémské království a Tripolské hrabství, Maronité se následně stali součástí katolické církve.

### Osmanská říše a první světová válka

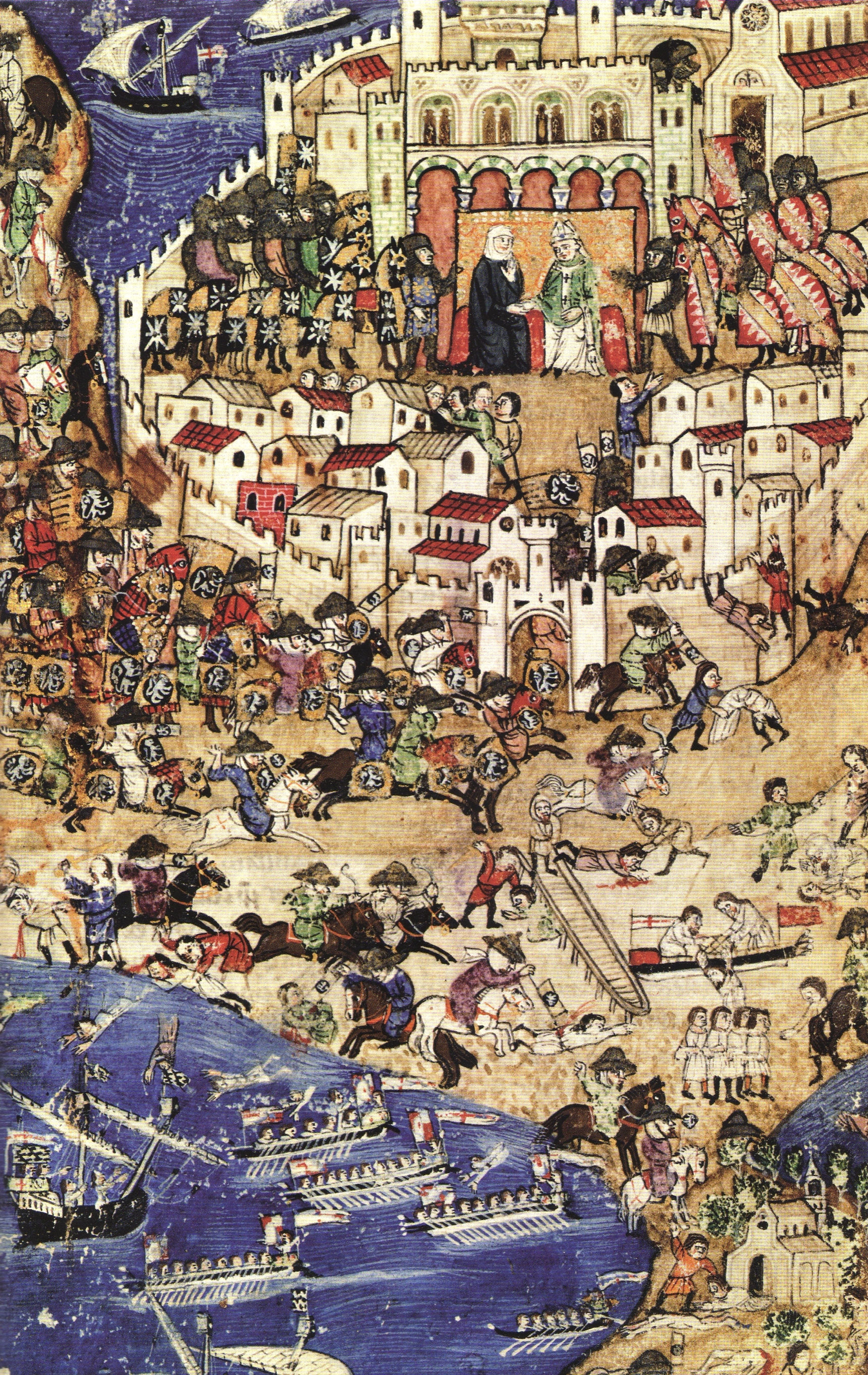
Pád Tripoli pod nájezdem egyptských mamlúků a zničení křižáckého státu, 1289

Libanon byl od roku 1516 do roku 1918 součástí Osmanské říše. Roku 1861 Libanon získal autonomii. Během první světové války došlo v roce 1915 k nastolení vojenské diktatury v zemi, a to pod vedením Džamala Paši. Spolu s porážkou centrálních mocností došlo také k rozpadu Osmanské říše.
Spojené království a Francie podepsaly tajnou Sykesovu–Picotovu dohodu, kterou si rozdělily arabské provincie Osmanské říše. Libanon spolu se Sýrií se měly stát sférou vlivu Francie. Na konci první světové války v říjnu roku 1918, po porážce tureckých vojsk, obsadilo Spojené království Libanon. Poté Libanon opustilo, přišla Francie a Libanon okupovala (Francie se přitom odvolávala na uzavřenou Sykesovu–Picotovu dohodu).
Spojené království, Francie a USA navrhly mandátní formu uspořádání země – tento mandát měl zemi připravit na získání nezávislosti. Roku 1920 tak byl Libanon prohlášen mandátním územím Společnosti národů. Správa země byla svěřena Francii. Roku 1920 došlo k vyhlášení Velkého Libanonu pod francouzským mandátem.
Roku 1925 byl Libanon oddělen od Sýrie. V následujícím roce pak došlo k vyhlášení libanonské ústavy (došlo např. k přejmenování Velkého Libanonu na Libanonskou republiku, Libanon byl definován jako stát nezávislý, jednotný apod.). I přesto však nadále zůstával francouzským mandátním územím.

### Druhá světová válka

Mandátní Sýrie před rokem 1937

Během druhé světové války byl Libanon pod dozorem vichistické kolaborantské vlády, avšak již roku 1941 do Libanonu přišly jednotky Spojeného království a Svobodné Francie. Roku 1943 byl oficiálně zrušen francouzský mandát a formálně byla uznána nezávislost země. Jednotky Francie však byly zcela staženy až roku 1946, to znamená po konci druhé světové války.
V roce 1943 došlo v zemi k důležité dohodě mezi jejími hlavními představiteli, tzv. Národnímu paktu. Šlo o dohodu nepsanou, jejíž součástí bylo rozdělení moci v zemi mezi hlavní náboženské skupiny – prezidentem se tak stal maronita, premiérem sunnita a předsedou parlamentu šíita.
Jako jediná arabská země podepsal Libanon v roce 1957 Eisenhowerovu doktrínu (program ekonomické a vojenské pomoci zemím Blízkého východu, které byly ohroženy šířením komunismu a panarabským hnutím). Roku 1958 došlo ke spojení sousední Sýrie s Egyptem. Vznikla tak Sjednocená arabská republika. Byla výsledkem panarabské vlny, která se tou dobou šířila mezi arabskými zeměmi. Libanonští křesťané se přirozeně obávali možnosti sloučení Libanonu se Sýrii v rámci této Sjednocené arabské republiky. Toto totiž požadovali především libanonští muslimové. Vzhledem k této situaci se maronitský prezident Šamún obrátil s prosbou o pomoc na USA. Ty vyslaly do oblasti své jednotky. Po uklidnění situace byl zvolen nový prezident a následně byly staženy jednotky USA.
S postupným příchodem Palestinců (Organizace pro osvobození Palestiny – OOP) do Libanonu (již od roku 1948) došlo mezi nimi a libanonskou armádou ke střetům. OOP také podnikala útoky z libanonského území proti Izraeli. Ten prováděl odvetné akce, při nichž pronikal na libanonské území.

### Občanská válka

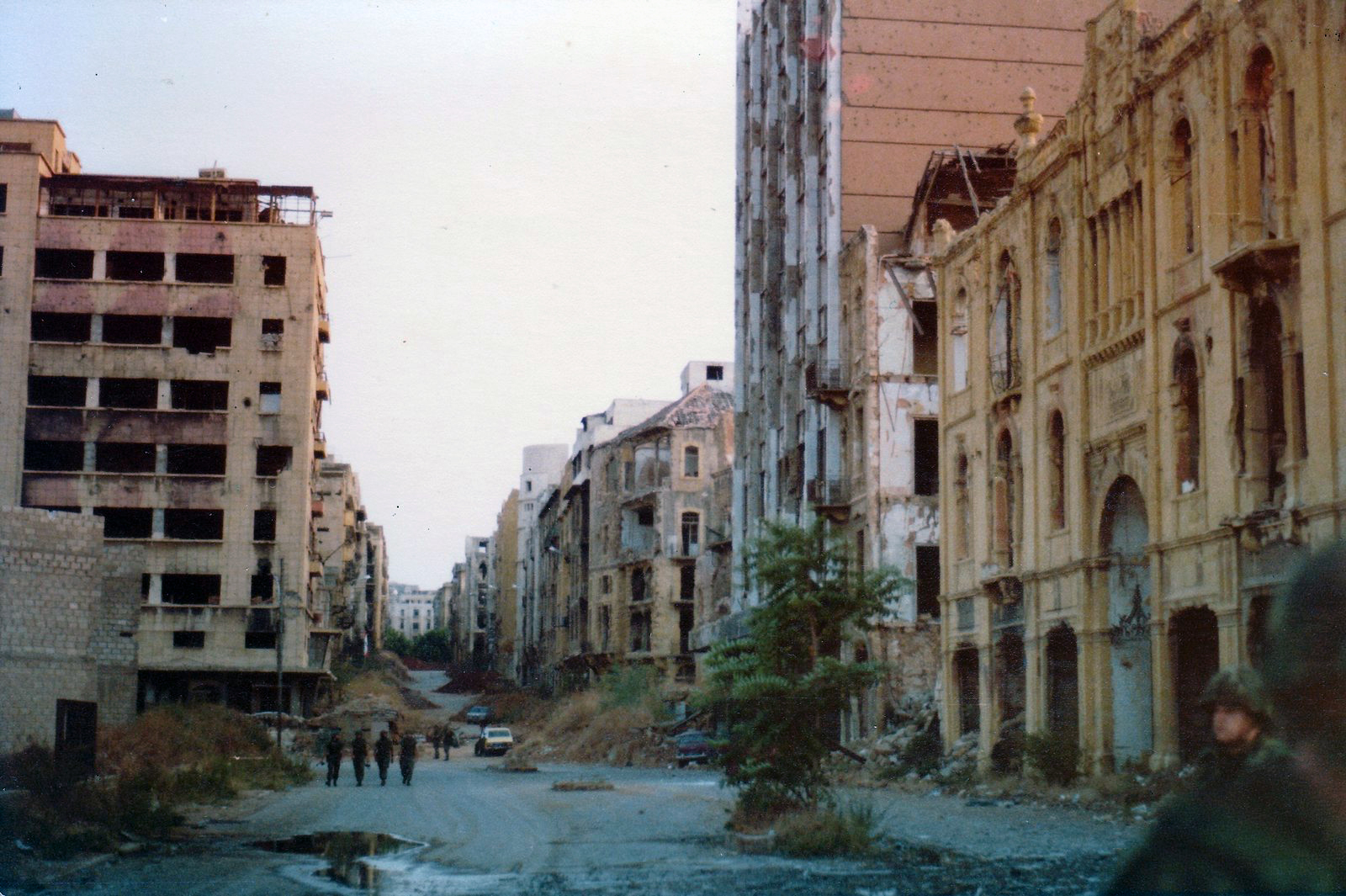
Demarkační linie Green Line, která dělila východní a západní Bejrút, 1982

Na vzrůstu napětí měli značný podíl palestinští uprchlíci, kteří do země přišli hlavně po vyhlášení státu Izrael a prvním arabsko-izraelském konfliktu v roce 1948, po šestidenní válce v roce 1967 a v roce 1970, kdy se OOP „přestěhovala“ do Libanonu a na jihu začala budovat stát ve státě.
Palestinci se střetávali s místními obyvateli, kteří se cítili utlačováni (nespokojení byli především křesťané), a tak v polovině sedmdesátých let stáli proti sobě křesťanští falangisté a palestinští uprchlíci spolu se sunnitskými muslimy.
Na počátku války stálo několik konfliktů. První atentát byl spáchán 13. dubna 1975, útok byl namířen na autobus převážející členy křesťanské Falangy. Velitel falangy obvinil z tohoto činu Palestince, a jako odvetu falangisté napadli autobus převážející palestinské dělníky do uprchlického tábora.
Na žádost libanonské vlády do země v dubnu 1976 přišly syrské jednotky. Křesťané spolu se syrskou armádou vytlačili palestinské bojovníky na jih země. Příměří ovšem dlouho nevydrželo. Již v roce 1978 vypukly další boje, ale Syřané byli již na straně Palestinců.
OOP ostřelovala z jihu Libanonu sever Izraele, a tak se do války zapojily i izraelské síly a podporovaly křesťanské jednotky plukovníka Haddáda. V březnu 1978 překročila, v rámci operace Lítání, izraelská vojska hranice Libanonu a obsadila jih Libanonu. Reagovala tak na opětovné ostřelování severu Izraele. Na základě rezolucí Rady bezpečnosti OSN se v červnu izraelské jednotky stáhly.
Libanon byl fakticky rozdělen na východní část (ovládanou Sýrií), Tripolis, jižní Libanon a východní Bejrút (v rukou muslimů) a západní Bejrút (v rukou křesťanů podporovaných Izraelci).
Od léta 1981 do léta 1982 byly přítomny mezinárodní jednotky a došlo k relativní stabilizaci. Poté ovšem Palestinci pokračovali v ostřelování Izraele a byla zahájena operace Mír pro Galileu, tj. první libanonská válka. Izraelské jednotky překročily na třech místech hranici s Libanonem a obsadily třetinu Libanonu. Pak obklíčili i Bejrút, protože obklíčení ze strany Izraele trvalo, nejvyšší představitel OOP Jásir Arafat se rozhodl, že Libanon se svými jednotkami opustí a hlavní stan OOP přestěhuje do Tunisu.
Dne 16. září 1982 byl spáchán masakr v uprchlických táborech Šabra a Šatíla, kde křesťanští falangisté napadli uprchlické tábory v západním Bejrútu. Reagovali tak na atentát spáchaný na velitele Falangy Bašíra Džamáíla. Falangisté napadli Palestince na území kontrolovaném Izraelem, aniž by proti tomu izraelští vojáci zasáhli. Celou záležitost v Izraeli prošetřovala Kahanova komise.
Na počátku 80. let 20. století vznikl Hizballáh, šíitská islamistická militantní skupina a politická strana, díky úsilí šíitských duchovních, které finančně podporoval a cvičil Írán. Hizballáh, který vznikl po válce v roce 1982 a inspiroval se íránskou islámskou revolucí, se aktivně zapojil do bojů proti Izraeli a také do sebevražedných útoků, výbuchů aut a atentátů. Jejich cíle zahrnovaly likvidaci Izraele, boj za šíitské zájmy v libanonské občanské válce, ukončení přítomnosti Západu v Libanonu a vytvoření šíitského chomejnistického islámského státu.
Pokračovala i jednání o příměří a 17. května 1983 Libanon, Izrael a USA podepsaly dohodu o izraelském stažení, které bylo podmíněno odchodem syrských jednotek ze země, což ovšem Sýrie odmítla. Přesto se izraelské jednotky postupně do roku 1985 stáhly. Izrael zasahoval do války jen podporou křesťanských jednotek generála Michela Aúna, který v roce 1989 zahájil boj za vyhnání syrských jednotek ze země. Po krátkém úspěchu byl Aún obklíčen Syřany a musel uprchnout na francouzské velvyslanectví.
Občanskou válku ukončila Taífská dohoda. Byl to dokument přijatý libanonskými poslanci v říjnu 1989 na zasedání v saúdskoarabském Táifu. Byla přijata tzv. Charta národního usmíření – ústavní a správní reforma, jež poněkud omezila privilegované postavení maronitů v zemi, dohoda o vládě národní jednoty a legalizace pobytu syrských jednotek v Libanonu. Taifská dohoda ukončila patnáctiletou občanskou válku v Libanonu.

### Po ukončení občanské války

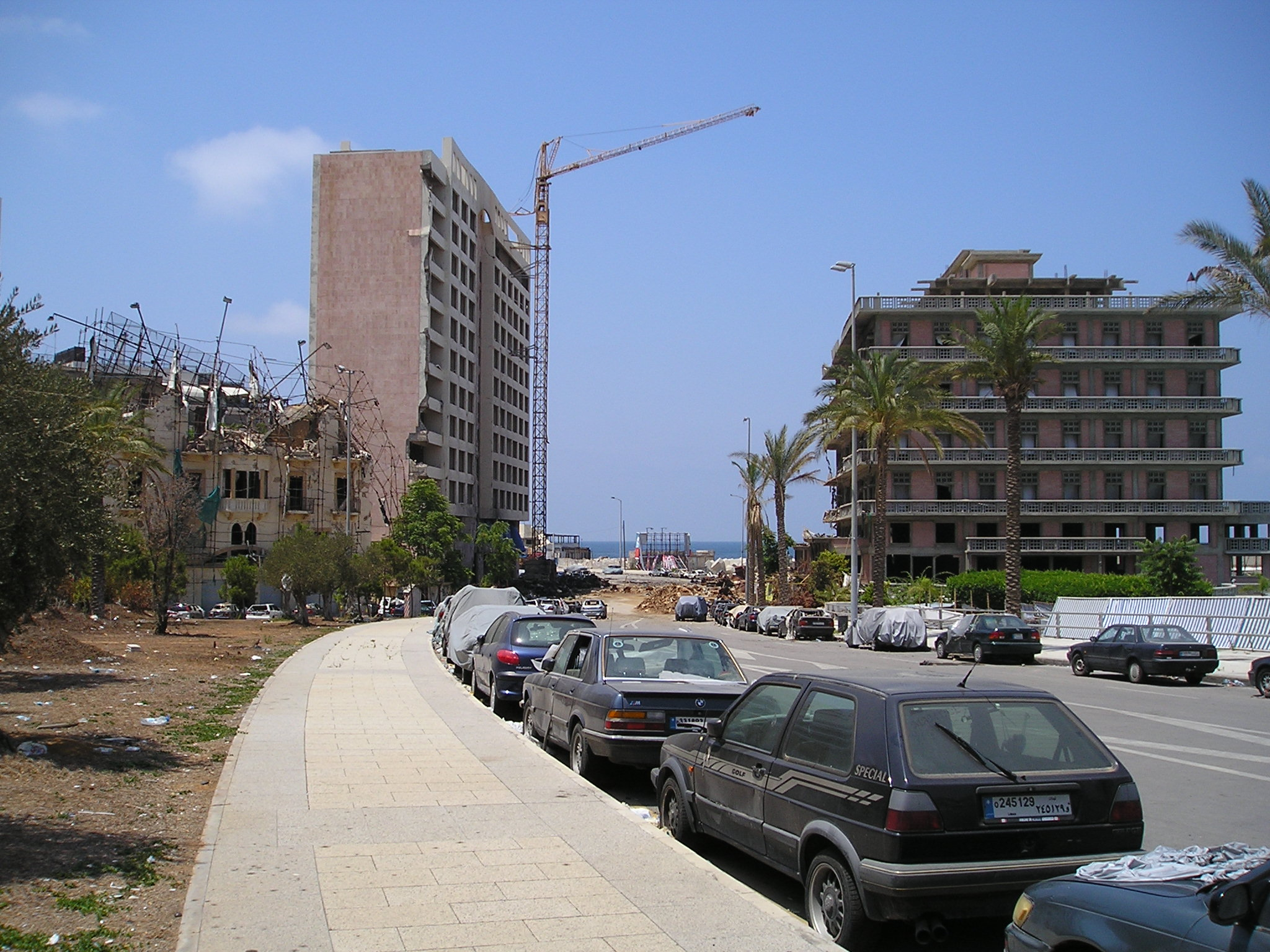
Část ulice Rue Minet al Hosn, kde byl 14. února 2005 zavražděn Rafik Hariri

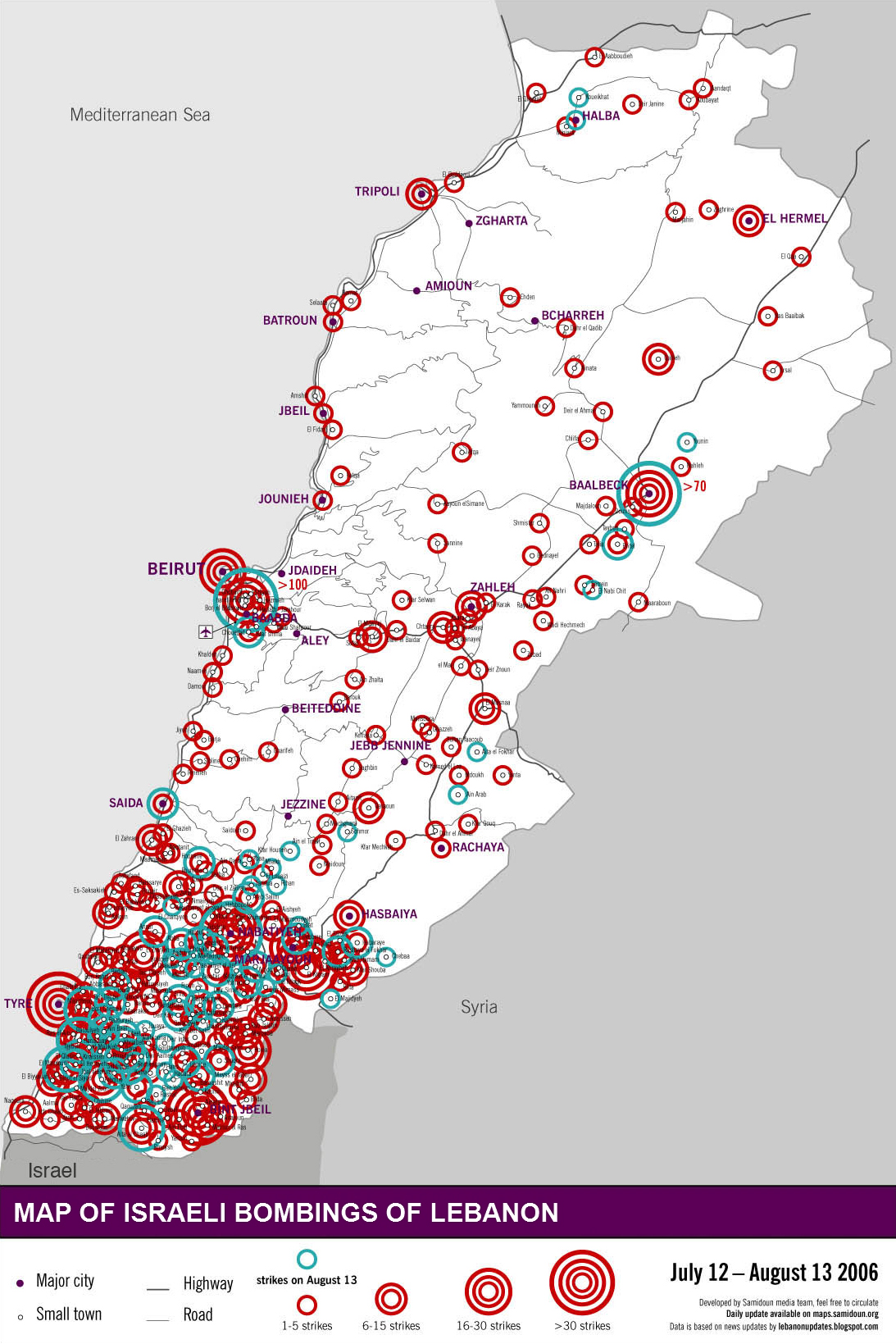
Místa, která byla mezi 12. a 13. červencem 2006 bombardovaná Izraelem

V roce 1990 začala poválečná obnova země (jih byl přesto nadále okupován Izraelem, na zbylém území se nacházelo 40 000 syrských vojáků, Sýrie měla zajištěnu politickou nadvládu). V květnu 1992 vedly sociální nepokoje vyvolané tíživou hospodářskou situací k odstoupení vlády a následným parlamentním volbám v srpnu 1992. V nich zvítězila prosyrská většina. Byla ustavena vláda Rafíka Harírího, jenž prosazoval ekonomickou obnovu země. S tím rostlo také zadlužování. Po celá devadesátá léta pokračovaly útoky Hizballáhu na Izrael z jižní části Libanonu, na něž reagoval Izrael odvetnými útoky.
Až v květnu 2000 ukončil Izrael okupaci jižního Libanonu a naplnil rezoluci Rady bezpečnosti OSN č. 425 stažením svých vojsk. Po stažení Izraele převzaly milice Hizballáhu moc v oblasti farem Šibáa.
Od roku 2001 křesťanská komunita s různě dlouhými přestávkami protestovala proti přítomnosti syrských jednotek a proti vměšování Sýrie do vnitřních záležitostí Libanonu. Konečně v červnu 2001 stáhla také Sýrie svá vojska z Bejrútu a okolí a vyhověla požadavkům Libanonců. Syrská vojska a zpravodajské služby začaly opouštět území Libanonu.
14. února 2005 byl proveden atentát na bývalého libanonského premiéra Harírího, který představoval symbol poválečné obnovy Libanonu i jeho ekonomické liberální politiky. Tento akt vyvolal vlnu protisyrských demonstrací, které se už tentokrát neomezovaly pouze na křesťanskou komunitu. Byl to počátek tzv. cedrové revoluce. 26. dubna 2005 bylo dokončeno stahování syrských vojsk z Libanonu. Syrskému stažení předcházel intenzivní tlak jak ze strany mezinárodního společenství, tak od libanonské opozice, která otevřeně obvinila Damašek z podílu na únorovém atentátu. Sýrie sice popírala, že by s vraždou měla cokoliv společného, většina Libanonců však byla přesvědčena o opaku.
12. července 2006 došlo ke konfliktu na libanonské hranici. Jednalo se o ozbrojenou akci Hizballáhu – raketový útok na město Šlomi, při níž bylo 8 vojáků zabito a 2 uneseni. Libanon požadoval jejich propuštění a Hizballáh požadoval propuštění svých zajatců v Libanonu. Také OSN vybízela k propuštění a vybízela také vládu Libanonu ke zlepšení kontroly nad jižním územím. Spory se vedly o to, zda byli zajati na izraelském nebo libanonském území.
Izrael zahájil letecké útoky, přestože generální tajemník OSN Kofi Annan vybízel ke zdrženlivosti a vyslal sbor 3 vyjednávačů. Útoky přesto pokračovaly. OSN vyzývala k ukončení konfliktu a 16. července přijel do Bejrútu hlavní vyjednávač OSN Vijay Nambiar, aby vyjádřil solidaritu a podporu libanonské vládě. Byla zničena infrastruktura a trvala vojenská blokáda Libanonu. Humanitární podmínky se nadále zhoršovaly a OSN nebyla schopná pomáhat. Kofi Annan navrhoval opatření k zastavení krveprolití. 25. července zemřeli 4 příslušníci mírové mise prozatímních jednotek OSN v Libanonu (UNIFIL) při útoku na pozorovatelské mise OSN. Pozice UNIFIL se stávaly terčem útoků z obou stran. 30. července byl proveden nálet na město Kana, při němž přišlo o život přes 50 lidí, převážně dětí. OSN poslala humanitární konvoje, přes 800 tisíc osob bylo vysídleno, 100 tisíc uteklo do Sýrie. OSN prodloužila mandát mise UNIFIL o 1 měsíc do 31. srpna 2006. Útoky pokračovaly i 2 týdny v srpnu. 11. srpna přijala RB OSN rezoluci č. 1701. 14. srpna došlo k zastavení vojenských útoků a bylo udržováno příměří. Izraelská armáda se stáhla za modrou linii a libanonští vojáci se rozmístili po celém jižním území. V sídle OSN v New Yorku probíhala jednání a jednotky UNIFIL byly rozšířeny ze 2000 příslušníků na cca 15 000.

### Vnitrostátní krize (od roku 2019 do současnosti)
Když se k zemi po válce dostali k moci soupeřící oligarchové, rozbujela se korupce a začaly selhávat veřejné služby, např. často docházelo k výpadkům elektřiny. Země upadla do ekonomické krize, která eskalovala v březnu 2020 a předejít jí nedokázala ani nová vláda, která se po velkých demonstracích dostala k moci v lednu 2020. Libanon se v té době řadil k nejzadluženějším zemím na světě a zemi hrozil státní bankrot. Pandemie covidu-19, která naplno vypukla v březnu a vedla k omezení mezinárodní dopravy, navíc zbavila stát příjmů z turismu. Téměř polovina obyvatelstva Libanonu žila pod hranicí chudoby, třetina byla nezaměstnaných, v souvislosti s krizí vzrostly ceny jídla. Za této situace došlo 4. srpna 2020 v přístavu v centru hlavního města Bejrútu k obrovskému výbuchu, který měl stovky lidských obětí, pobořil množství budov, zničil obilná sila s 85 % zásob libanonského obilí a vyřadil z provozu infrastrukturu přístavu, přes nějž do země putovalo 60 % dovozu. Někteří obyvatelé nacházeli v nedbalému přístupu státního aparátu i příčinu samotného neštěstí. Protivládní protesty, které po explozi následovaly, vedly k pádu tehdejší vlády Hasana Dijába. Následující designovaný premiér Mustafá Hadíd 24. září 2020 na svůj post rezignoval, jelikož se mu ani při šestém pokusu nepodařilo dosáhnout mezistranického konsenzu. Demonstrace pokračovaly i v roce 2021, kdy Libanonci blokovali silnice spálenými pneumatikami na protest proti chudobě a hospodářské krizi.
Dočasný ministr energetiky Raymond Ghajar 11. března 2021 varoval, že Libanonu hrozí na konci března „naprostá tma“, pokud nebudou zajištěny peníze na nákup paliva pro elektrárny. V srpnu 2021 při velkém výbuchu paliva v severním Libanonu zahynulo 28 lidí. V září byl sestaven nový kabinet pod vedením bývalého premiéra Nadžíba Mikátího. Dne 9. října 2021 přišla celá země na 24 hodin o elektřinu poté, co kvůli nedostatku měny a pohonných hmot přestaly fungovat dvě hlavní elektrárny. O několik dní později při sektářských násilnostech v Bejrútu zahynulo několik lidí při nejsmrtelnějších střetech v zemi od roku 2008. V lednu 2022 zpravodajský server BBC News informoval, že krize v Libanonu se dále prohloubila, hodnota libanonské libry prudce klesla a plánované parlamentní volby měly být odloženy na neurčito. Odložení parlamentních voleb prý prodlouží politickou patovou situaci v zemi. Evropský parlament označil současnou situaci v Libanonu za „katastrofu způsobenou člověkem, kterou zavinila hrstka mužů napříč politickou třídou“.
V květnu 2022 se v Libanonu konaly první volby od bolestivé hospodářské krize, která jej přivedla na pokraj zhroucení. Krize v Libanonu byla tak vážná, že více než 80 % obyvatelstva je nyní podle Organizace spojených národů považováno za chudé. Ve volbách ztratilo šíitské muslimské hnutí Hizballáh (a jeho spojenci) parlamentní většinu. Hizballáh sice nepřišel o žádné křeslo, ale jeho spojenci ano. Spojenec Hizballáhu, Volné vlastenecké hnutí prezidenta Michela Aouna, již po volbách nebyl největší křesťanskou stranou. Tou se v parlamentu se stala konkurenční křesťanská strana Libanonské síly vedená Samirem Geageou. Sunnitské Hnutí budoucnosti, vedené bývalým premiérem Saadem Harírím, se voleb nezúčastnilo, čímž vzniklo politické vakuum, které museli zaplnit jiní sunnitští politici. Libanonská krize se stala tak vážnou, že pobřeží opustilo několik lodí s migranty, kteří zoufale utíkali ze země. Mnohé z útěků se ukázaly jako neúspěšné a smrtelné. V dubnu 2022 zahynulo 6 lidí a asi 50 osob se zachránilo poté, co se u Tripolisu potopil přetížený člun. A dne 22. září zahynulo nejméně 94 lidí, když se u syrského pobřeží převrátil člun s migranty z Libanonu. V únoru 2023 libanonská centrální banka v souvislosti s probíhající finanční krizí devalvovala libanonskou libru o 90 %. Bylo to poprvé za posledních 25 let, kdy Libanon devalvoval svůj oficiální směnný kurz. Od roku 2023 je Libanon považován za zhroucený stát, který trpí chronickou chudobou, špatným hospodařením a bankovním kolapsem.
Válka mezi Izraelem a Hamásem vyvolala obnovený konflikt mezi Izraelem a Hizballáhem, který prohlásil, že nepřestane útočit na Izrael, dokud Izrael nepřestane s útoky v Gaze. Počínaje izraelskými výbuchy libanonských pagerů a vysílaček v září 2024 se konflikt výrazně vyostřil, přičemž 23. září 2024 izraelské nálety na Libanon zabily nejméně 558 lidí a vyvolaly masový exodus z jižního Libanonu. Koncem září 2024 byl při izraelském náletu zabit vůdce Hizballáhu Hasan Nasralláh a 1. října 2024 Izrael provedl invazi do Libanonu s cílem zničit infrastrukturu patřící Hizballáhu na jihu země.

## Státní symboly

### Vlajka
Libanonská vlajka je tvořena třemi vodorovnými pruhy: červeným, bílým a červeným o poměru šířek 1:2:1. V bílém pruhu je zelený cedr, dotýkající se obou červených pruhů a široký 1/3 délky listu. Poměr stran vlajkového listu není vysloveně v ústavě uveden, užívá se 2:3.

### Znak
Libanonský státní znak nebyl nikdy oficiálně zaveden. Libanon je tak jedním z mála států, který dosud oficiálně nezavedl státní znak.

### Hymna
Libanonská hymna je píseň Kulluna lil-Watan lil-Ula lil-Alam (česky Všichni z nás, pro naši zemi!). Text hymny napsal Rashid Nakhle jako výherce celostátní soutěži o národní hymnu. Hudbu složil Wadih Sabra.

## Geografie

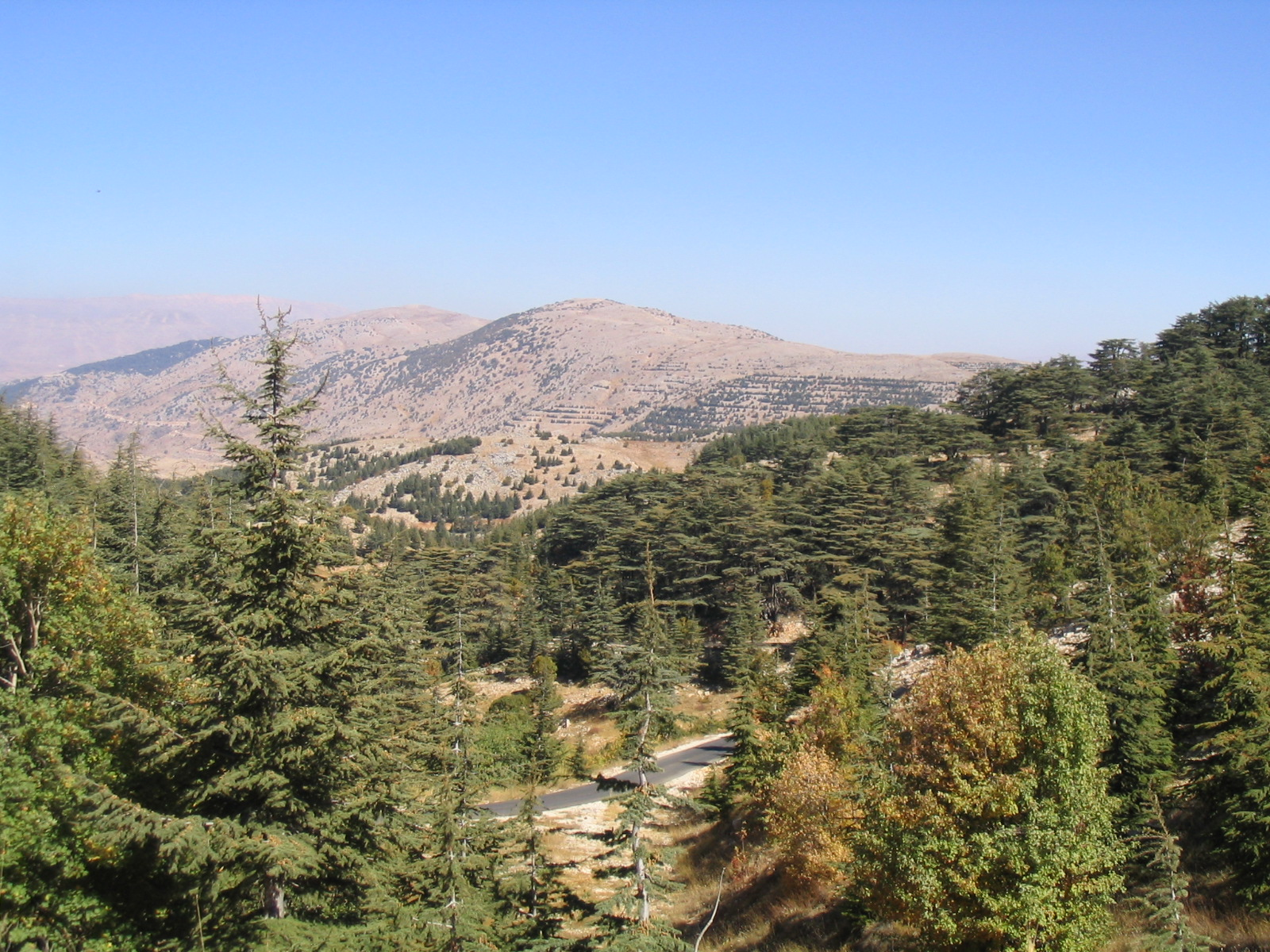
Hory poblíž vesnice Barouk

Libanon se nachází v západní Asii mezi 33° a 35° severní šířky a 35° a 37° východní délky. Jeho území se rozkládá na „severozápadě Arabské desky“. Rozloha země je 10 452 km², z toho 10 230 km² tvoří pevnina a 170 km² vodní plochy. Na západě má Libanon pobřeží a hranici se Středozemním mořem dlouhou 225 kilometrů, na severu a východě má společnou hranici se Sýrií dlouhou 375 kilometrů a na jihu má hranici s Izraelem dlouhou 79 kilometrů. Hranici s Izraelem okupovanými Golanskými výšinami Libanon zpochybňuje v malé oblasti zvané Farmy Šibáa.

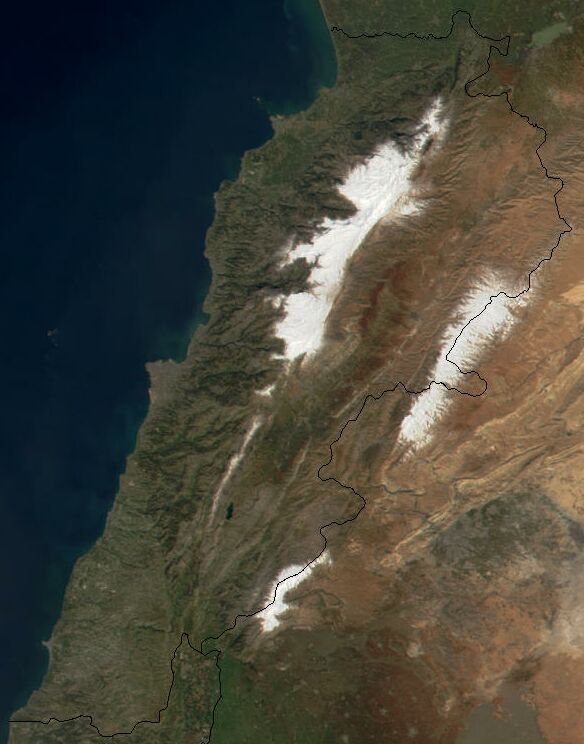
Libanon z vesmíru. Sněhovou pokrývku lze vidět na západním pohoří Libanon a východním pohoří Antilibanon

Libanon se dělí na čtyři odlišné fyziogeografické oblasti: pobřežní nížinu, pohoří Libanon, údolí Bikáa a pohoří Antilibanon. Úzká a nesouvislá pobřežní nížina se táhne od syrských hranic na severu, kde se rozšiřuje a tvoří Akkarskou nížinu, až po Ras al-Naqoura na hranicích s Izraelem na jihu. Úrodná pobřežní nížina je tvořena mořskými sedimenty a říčními naplaveninami, které se střídají s písčitými zátokami a skalnatými plážemi. Libanonské hory se zvedají strmě rovnoběžně s pobřežím Středozemního moře a tvoří vápencový a pískovcový hřeben, který se táhne po většině délky země.
Šířka pohoří se pohybuje od 10 do 56 km a je protkáno úzkými a hlubokými soutěskami. Pohoří Libanon dosahuje maximální nadmořskou výšku 3088 m na hoře Kurnat as-Saudá v severním Libanonu a postupně se svažuje k jihu, než se opět zvedne do výšky 2695 m na hoře Sannine. Údolí Beqaa se rozkládá mezi Libanonskými horami na západě a pohořím Antilibanon na východě; je součástí systému Velké příkopové propadliny. Údolí je 180 km dlouhé a 10 až 26 km široké, jeho úrodná půda je tvořena naplaveninami. Souběžně s pohořím Libanon se táhne pohoří AntiLibanon, jehož nejvyšší vrchol se nachází na hoře Hermon ve výšce 2814 m.
Libanonské hory jsou odvodňovány sezónními potoky a řekami, z nichž nejvýznamnější je 145 km dlouhá řeka Lítání, která pramení v údolí Bikáa západně od Baalbeku a ústí do Středozemního moře severně od Tyru. V Libanonu pramení 16 řek, z nichž všechny jsou nesplavné; 13 řek pramení v pohoří Libanon a teče strmými soutěskami do Středozemního moře, další tři ústí do údolí Bikáa.

### Podnebí
V Libanonu je středozemní podnebí s horkými léty (v Köppenově klasifikaci podnebí Csa). V pobřežních oblastech jsou zimy obvykle chladné a deštivé, zatímco léta jsou horká a vlhká. Podzim je přechodným obdobím se snížením teploty a malým množstvím srážek, jaro nastává, když zimní deště způsobí oživení vegetace. Ve výše položených oblastech teploty v zimě obvykle klesají pod bod mrazu, přičemž na vrcholcích vyšších hor zůstává až do začátku léta vydatná sněhová pokrývka. Na většině území Libanonu spadne v porovnání s jeho vyprahlým okolím ročně poměrně velké množství srážek, pouze v některých oblastech na severovýchodě Libanonu spadne málo srážek, a to kvůli srážkovému stínu, který vytvářejí vysoké vrcholky západního pohoří.
| Bejrút – podnebí                                                                   | Bejrút – podnebí | Bejrút – podnebí | Bejrút – podnebí | Bejrút – podnebí | Bejrút – podnebí | Bejrút – podnebí | Bejrút – podnebí | Bejrút – podnebí | Bejrút – podnebí | Bejrút – podnebí | Bejrút – podnebí | Bejrút – podnebí | Bejrút – podnebí |
| Období                                                                             | leden            | únor             | březen           | duben            | květen           | červen           | červenec         | srpen            | září             | říjen            | listopad         | prosinec         | rok              |
| ---------------------------------------------------------------------------------- | ---------------- | ---------------- | ---------------- | ---------------- | ---------------- | ---------------- | ---------------- | ---------------- | ---------------- | ---------------- | ---------------- | ---------------- | ---------------- |
| Nejvyšší teplota [°C]                                                              | 27,9             | 30,5             | 36,6             | 39,3             | 39,0             | 40,0             | 40,4             | 39,5             | 37,5             | 37,0             | 33,1             | 30,0             | 40,4             |
| Průměrné měsíční maximum [°C]                                                      | 17,4             | 17,5             | 19,6             | 22,6             | 25,4             | 27,9             | 30,0             | 30,7             | 29,8             | 27,5             | 23,2             | 19,4             | 24,3             |
| Průměrná teplota [°C]                                                              | 14,0             | 14,0             | 16,0             | 18,7             | 21,7             | 24,9             | 27,1             | 27,8             | 26,8             | 24,1             | 19,5             | 15,8             | 20,9             |
| Průměrné měsíční minimum [°C]                                                      | 11,2             | 11,0             | 12,6             | 15,2             | 18,2             | 21,6             | 24,0             | 24,8             | 23,7             | 21,0             | 16,3             | 12,9             | 17,7             |
| Nejnižší teplota [°C]                                                              | 0,8              | 3,0              | 0,2              | 7,6              | 10,0             | 15,0             | 18,0             | 19,0             | 17,0             | 11,1             | 7,0              | 4,6              | 0,2              |
| Průměrné srážky [mm]                                                               | 154              | 127              | 84               | 31               | 11               | 1                | 0,3              | 0                | 5                | 60               | 115              | 141              | 730              |
| Dní se srážkami                                                                    | 12               | 10               | 8                | 5                | 2                | 2                | 0                | 0,1              | 1                | 4                | 7                | 11               | 62               |
| Relativní vlhkost [%]                                                              | 64               | 64               | 64               | 66               | 70               | 71               | 72               | 71               | 65               | 62               | 60               | 63               | 66               |
| Slunečných hodin                                                                   | 131              | 143              | 191              | 243              | 310              | 348              | 360              | 334              | 288              | 245              | 200              | 147              | 2 940            |
| Zdroj 1: Pogodaiklimat.ru Zdroj 2: Danish Meteorological Institute (sun 1931–1960) |                  |                  |                  |                  |                  |                  |                  |                  |                  |                  |                  |                  |                  |

### Životní prostředí

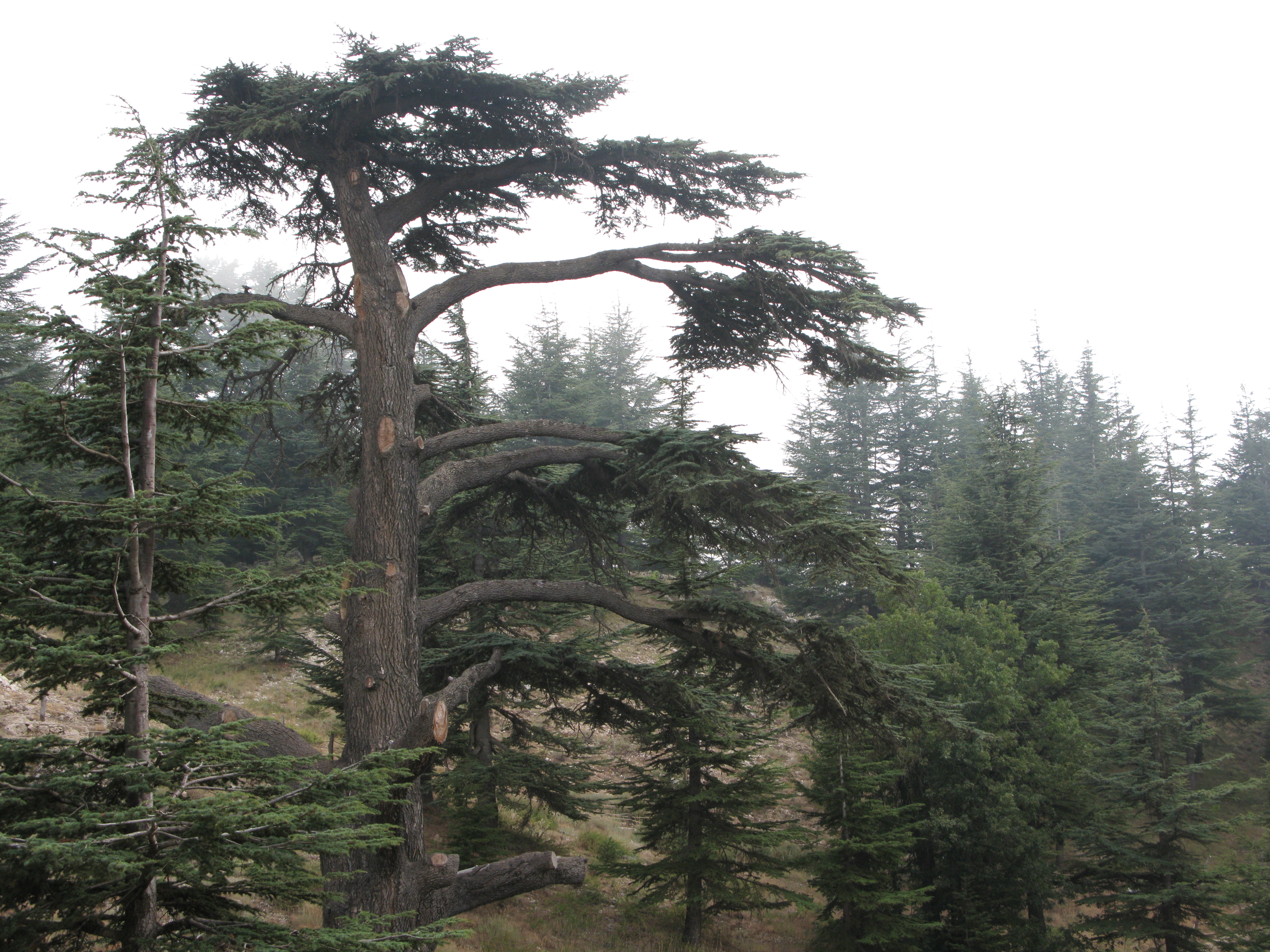
Cedr libanonský je státním symbolem Libanonu

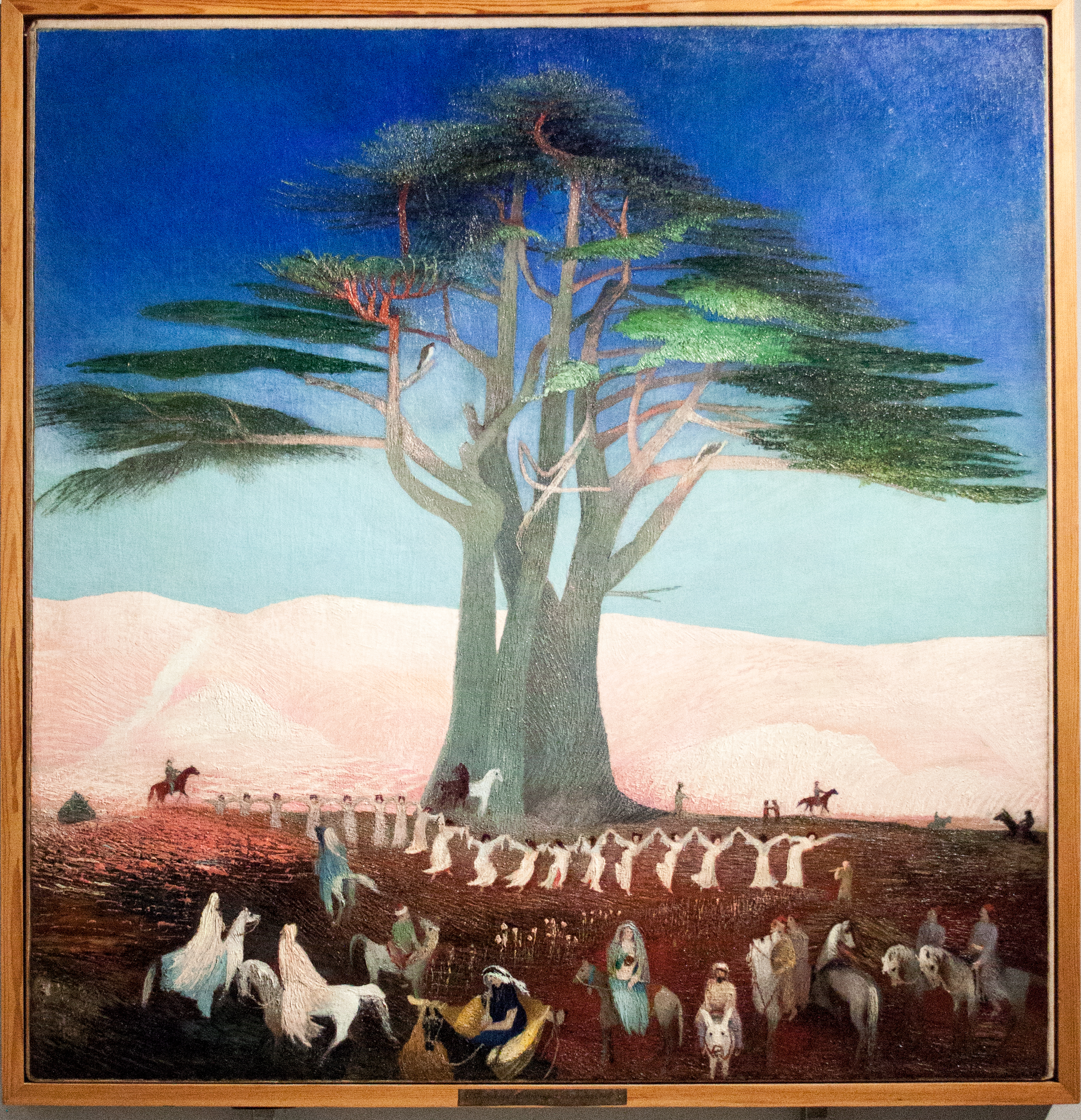
„Pouť k libanonským cedrům“ – obraz uherského malíře Tivadara Kosztky Csontváryho

Ve starověku byl Libanon pokryt rozsáhlými lesy cedrů, který je národním symbolem země. Tisícileté odlesňování změnilo hydrologii pohoří Libanon a nepříznivě změnilo regionální klima. V roce 2012 pokrývaly lesy 13,4 % rozlohy Libanonu; jsou neustále ohrožovány požáry způsobenými dlouhým suchým letním obdobím.
V důsledku dlouholeté těžby zůstalo v libanonských lesích jen málo starých cedrů, ale funguje aktivní program na zachování a obnovu lesů. Libanonský přístup klade důraz na přirozenou obnovu před výsadbou vytvořením vhodných podmínek pro klíčení a růst. Libanonský stát vytvořil několik přírodních rezervací, v nichž se cedry vyskytují, včetně biosférické rezervace Šúf, cedrové rezervace Džaj, rezervace Tannourine, rezervací Ammouaa a Karm Shbat v okrese Akkar a Lesa božích cedrů poblíž Bšarré. Libanon měl k roku 2019 průměrnou hodnotu indexu integrity lesní krajiny 3,76/10, což jej řadí na 141. místo na světě ze 172 zemí.
V roce 2010 stanovilo ministerstvo životního prostředí desetiletý plán na zvýšení lesnatosti země o 20 %, což odpovídá každoroční výsadbě dvou milionů nových stromů. Plán, který financovala Agentura Spojených států amerických pro mezinárodní rozvoj a který realizovala Lesní služba USA (USFS) prostřednictvím Libanonské iniciativy pro zalesňování, byl zahájen v roce 2011 výsadbou cedrů, borovic, divokých mandloní, jalovců, jedlí, dubů a dalších sazenic v deseti oblastech Libanonu. V roce 2016 pokrývaly lesy 13,6 % rozlohy Libanonu a k tomu plochy porostlé dřevinami představovaly dalších 11 %. Od roku 2011 bylo v rámci Libanonské iniciativy pro zalesňování po celé zemi vysazeno více než 600 000 stromků, včetně cedrů a dalších původních druhů.
V Libanonu se nacházejí dva suchozemské ekoregiony: Východostředomořské jehličnaté a listnaté lesy a Jihoanatolské horské jehličnaté a listnaté lesy.
Bejrút a pohoří Libanon se potýkají s dlouhodobou odpadovou krizí. Po uzavření skládky Bourj Hammoud v roce 1997 byla v roce 1998 vládou otevřena skládka al-Naameh. Skládka al-Naameh měla pojmout 2 miliony tun odpadu na omezenou dobu, nejdéle na šest let. Mělo jít o dočasné řešení, zatímco vláda by vypracovala dlouhodobý plán. O šestnáct let později byla skládka al-Naameh stále otevřená a její kapacita byla překročena o 13 milionů tun. V červenci 2015 si obyvatelé oblasti, kteří již v minulých letech protestovali, vynutili uzavření skládky. V roce 2017 organizace Human Rights Watch zjistila, že libanonská odpadová krize, a zejména otevřené spalování odpadu, představuje zdravotní riziko pro obyvatele a porušuje závazky státu vyplývající z mezinárodního práva.

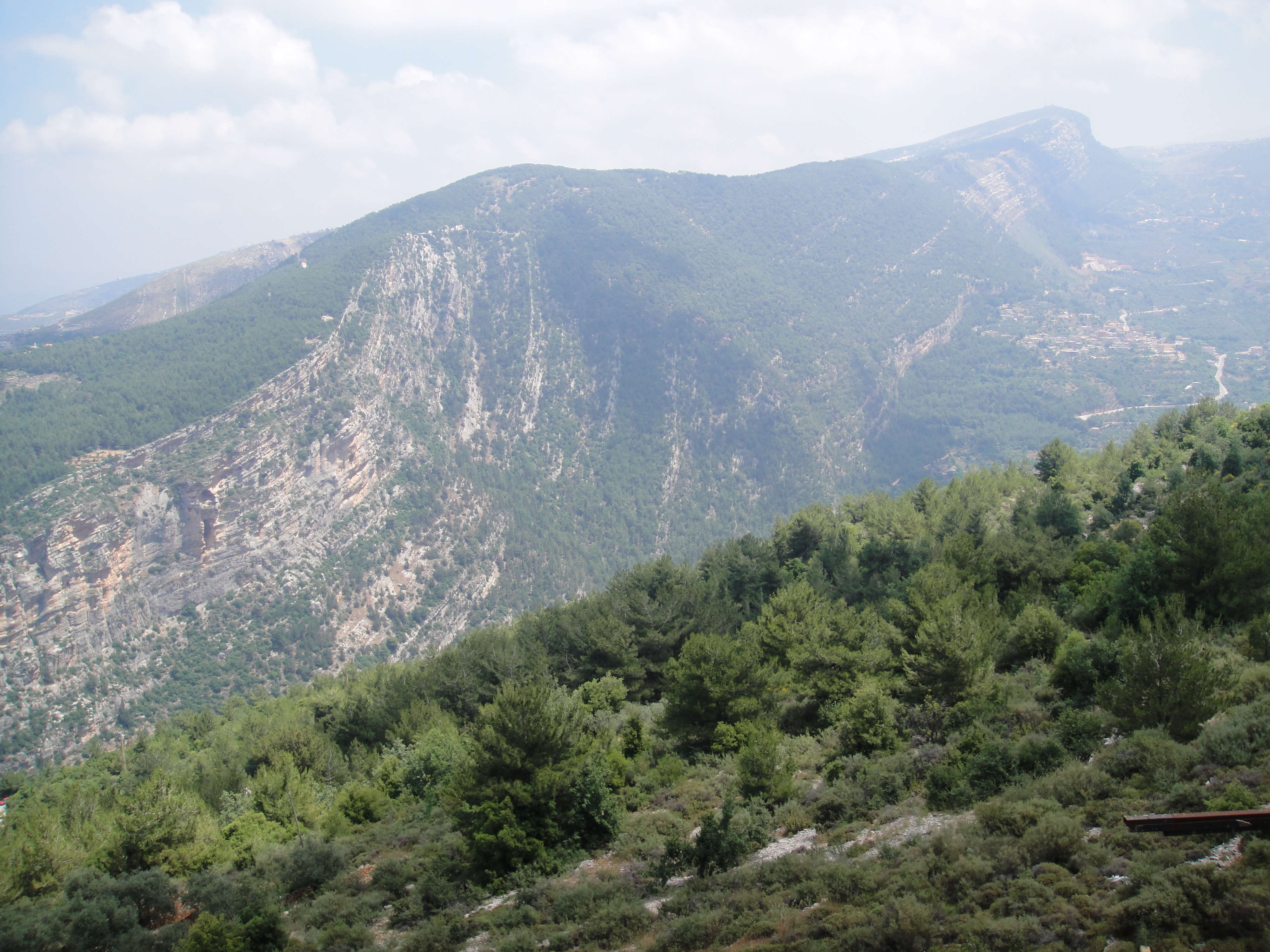
Libanon je pohoří v Libanonu, jeho průměrná nadmořská výška přesahuje 2500 m

V září 2018 přijal libanonský parlament zákon, který zakázal otevřené skládky a spalování odpadu. Navzdory sankcím stanoveným v případě porušení se v řadě libanonských obcí spaluje odpad v otevřených ohništích, čímž jsou ohrožovaly životy lidí. V říjnu 2018 byli výzkumníci Human Rights Watch svědky otevřeného pálení skládek v al-Kantara a Kabrika. V polovině října 2019 vypukla série asi 100 lesních požárů, které se podle libanonské civilní obrany rozšířily na velké plochy libanonských lesů. Libanonský premiér Saad Harírí potvrdil kontakt s řadou zemí, aby vyslaly pomoc prostřednictvím vrtulníků a hasicích letadel, na hašení požárů se podílely Kypr, Jordánsko, Turecko a Řecko. Pokračující ekonomická krize v Libanonu urychlila nedostatek elektřiny, což vyvolalo zvýšenou závislost na naftových generátorech a následně přispělo ke zhoršení životního prostředí a vedlo ke zdravotním rizikům. Nedostatek energie vedl ke zvýšené kontaminaci vodních zdrojů. Ohrožená infrastruktura, vyznačující se pronikáním odpadních vod do pitné vody, vyvolala značné zdravotní problémy, včetně nárůstu případů žloutenky typu A. Zdravotnictví, které se potýká s nedostatkem pracovních sil v důsledku emigrace, bojuje s rostoucí krizí veřejného zdraví.

## Vláda a politika

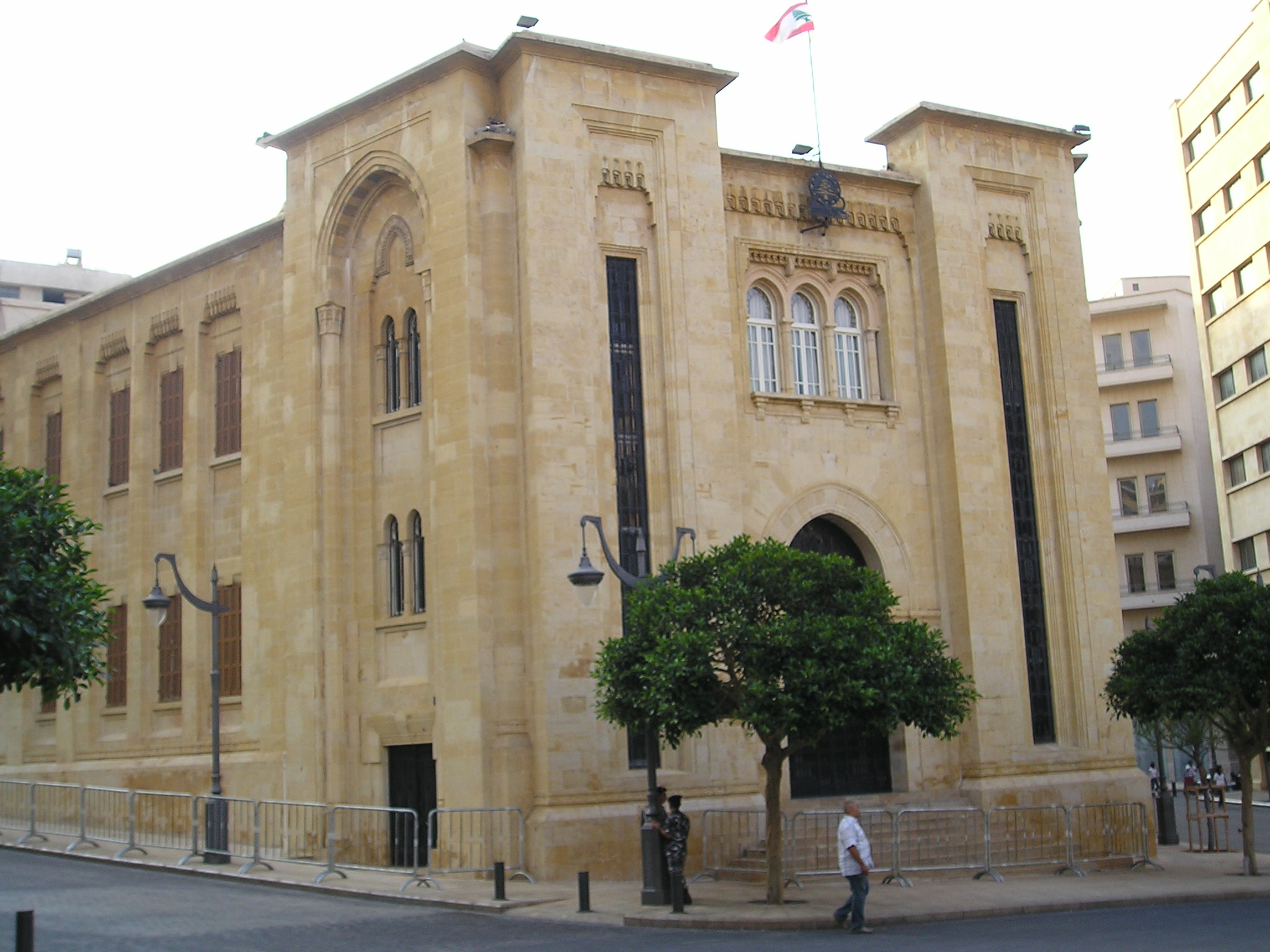
Budova národního shromáždění na náměstí Nejmeh

Libanon je parlamentní demokracií, která zohledňuje konfesionalismus. Národní pakt z roku 1943 stanovil vládní uspořádání, jehož cílem bylo sladit zájmy hlavních náboženských skupin v zemi. Prezidentem musí být maronitský křesťan, premiérem sunnitský muslim, předsedou parlamentu ší'itský muslim, místopředsedou vlády a místopředsedou parlamentu východní pravoslavný. Tento systém má zabránit sektářským konfliktům a ve vládě spravedlivě reprezentovat demografické rozložení 18 uznaných náboženských skupin.
Až do roku 1975 byl Libanon organizací Freedom House považován za jednu z pouhých dvou (spolu s Izraelem) politicky svobodných zemí v regionu Blízkého východu a severní Afriky, tento status země ztratila s vypuknutím občanské války a od té doby jej již nezískala zpět. V roce 2013 byl Libanon hodnocen jako „částečně svobodný“. I přesto však Freedom House řadí Libanon mezi nejdemokratičtější země arabského světa a podle indexů V-Dem Democracy je Libanon v roce 2023 druhou nejdemokratičtější zemí Blízkého východu.
Libanonským národním zákonodárným sborem je jednokomorové Národní shromáždění. Jeho 128 křesel je rozděleno rovným dílem mezi křesťany a muslimy, poměrně mezi 18 různých vyznání a poměrně mezi 26 regionů. Před rokem 1990 byl poměr 6:5 ve prospěch křesťanů, ale Taífská dohoda, která ukončila občanskou válku v letech 1975–1990, upravila poměr tak, aby stoupenci obou náboženství měli stejné zastoupení. Do roku 2005 nesměli Palestinci pracovat na více než 70 místech, protože neměli libanonské občanství. Po přijetí liberalizačních zákonů v roce 2007 se počet zakázaných zaměstnání snížil na přibližně 20. V roce 2010 byla Palestincům přiznána stejná práva pracovat v zemi jako ostatním cizincům.

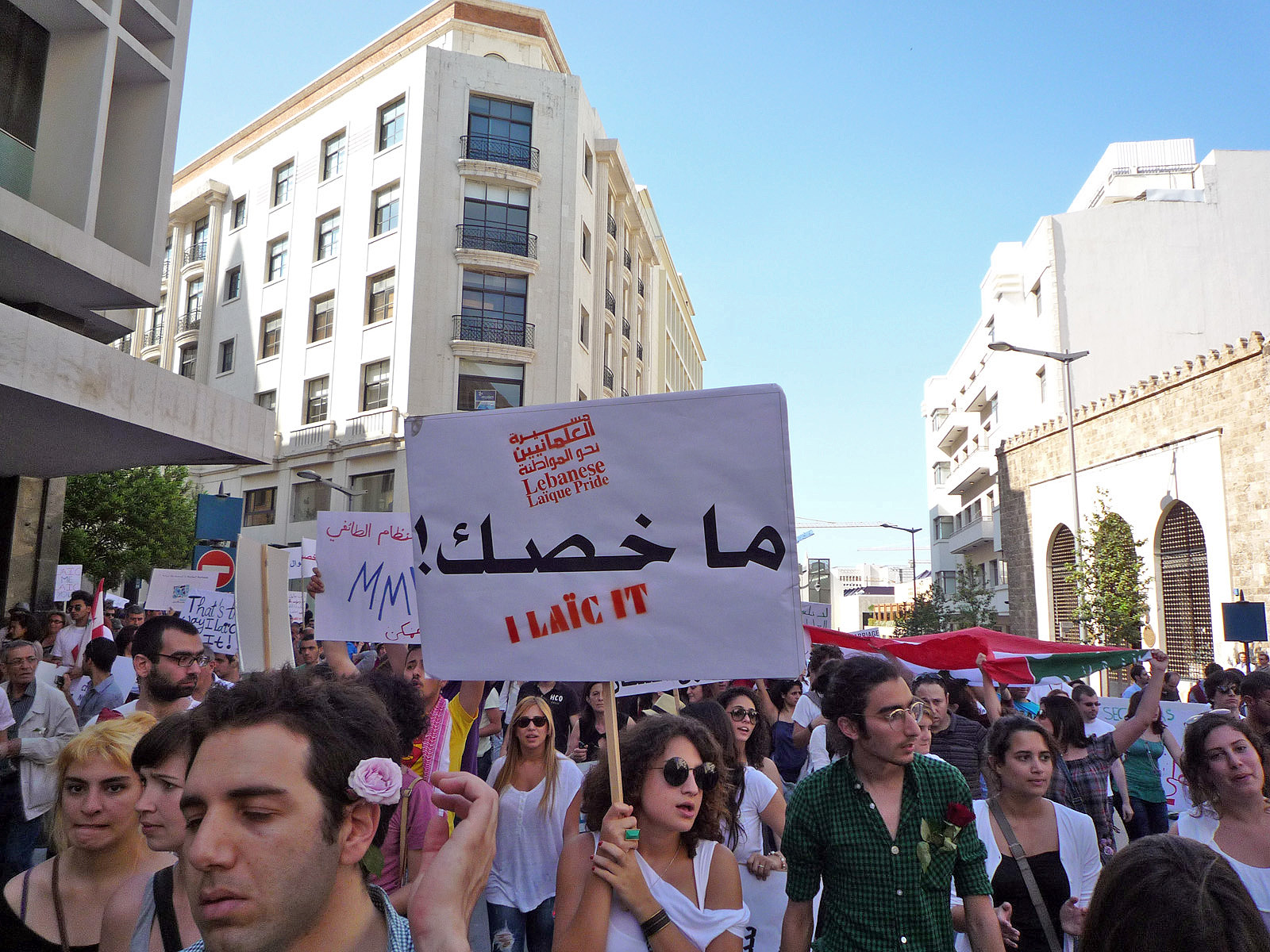
Jeden z mnoha protestů v Bejrútu

Národní shromáždění je voleno na čtyřleté období lidovým hlasováním na základě poměrného zastoupení jednotlivých konfesí, výkonnou moc tvoří prezident, hlava státu, a premiér, hlava vlády. Národní shromáždění volí prezidenta na neprodloužitelné šestileté funkční období dvoutřetinovou většinou. Prezident jmenuje předsedu vlády, a to po konzultacích s parlamentem. Prezident a předseda vlády sestavují vládu, která musí rovněž dodržovat stanovené konfesní rozdělení.
Před rokem 1990 byl tento poměr 6:5 ve prospěch křesťanů, ale dohoda z Taifu, která ukončila 1V bezprecedentním případě libanonský parlament dvakrát prodloužil své vlastní funkční období uprostřed protestů, naposledy v listopadu 2014, což je akt, který je v přímém rozporu s demokracií a článkem 42 libanonské ústavy, protože se nekonaly žádné volby. Od května 2014 do října 2016 byl Libanon bez prezidenta, celostátní volby byly nakonec naplánovány na květen 2018,. od srpna 2019 jsou v libanonském kabinetu kromě jednoho blízkého, ale oficiálně nečlenského ministra dva ministři přímo napojení na Hizballáh, poslední parlamentní volby se konaly v květnu 2022.

### Administrativní rozdělení
Libanon se dělí na devět guvernorátů (provincií; arabsky مُحَافَظَة muḥāfaẓat), které se dále dělí na dvacet pět okresů (arabsky: أقضية). Samotné okresy se také dělí na několik obcí, z nichž každá sdružuje skupinu měst nebo vesnic. Guvernoráty a jejich příslušné okresy jsou uvedeny níže:
- Bejrútský gubernát

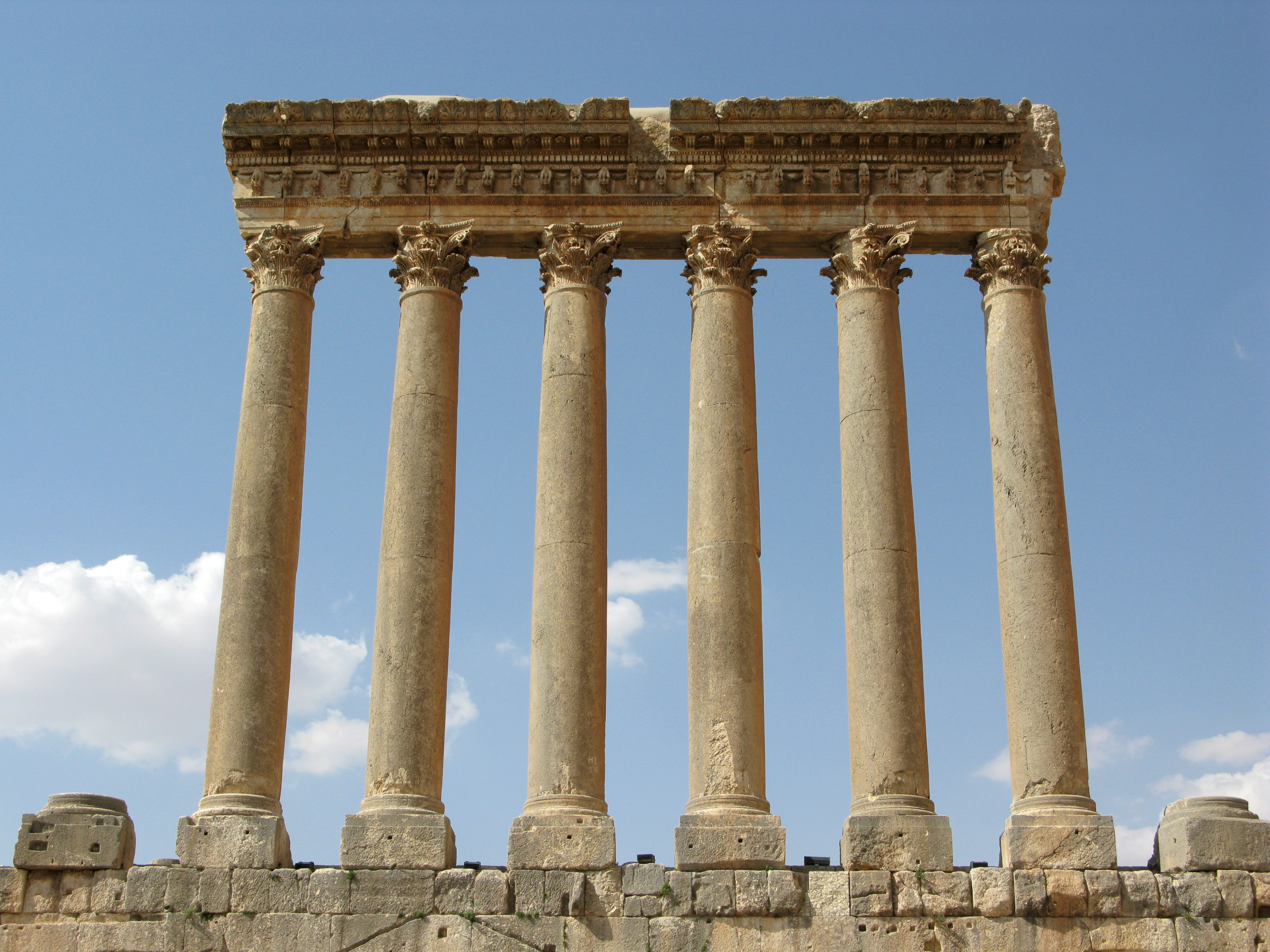
Korintské hlavice Jupiterova chrámu v Baalbeku

  - Bejrútský gubernát zahrnuje město Bejrút a není rozdělen na okresy.
- Guvernorát Akkar
  - Akkar
- Guvernorát Baalbek-Hermel
  - Baalbek
  - Hermel
- Guvernorát Beqaa
  - Rašaja
  - Západní Beqaa (al-Beqaa al-Gharbi)
  - Zahle
- Guvernorát Keserwan-Jbeil
  - Byblos (Jbeil)
  - Keserwan
- Guvernorát Libanonská hora (Jabal Lubnan/Jabal Lebnen)
  - Aley
  - Baabda
  - Chouf
  - Matn
- Guvernorát Nabatieh (Jabal Amel)
  - Bint Jbeil
  - Hasbaya
  - Marjeyoun
  - Nabatieh
- Severní guvernorát (aš-Šamal/Šmel)
  - Batroun
  - Bsharri
  - Koura
- Miniyeh-Danniyeh
  - Tripolis
  - Zgharta
- Jižní guvernorát (al-Janoub/Jnub)
  - Jezzine
  - Sidon (Saida)
  - Tyr (Sur)

### Zahraniční vztahy

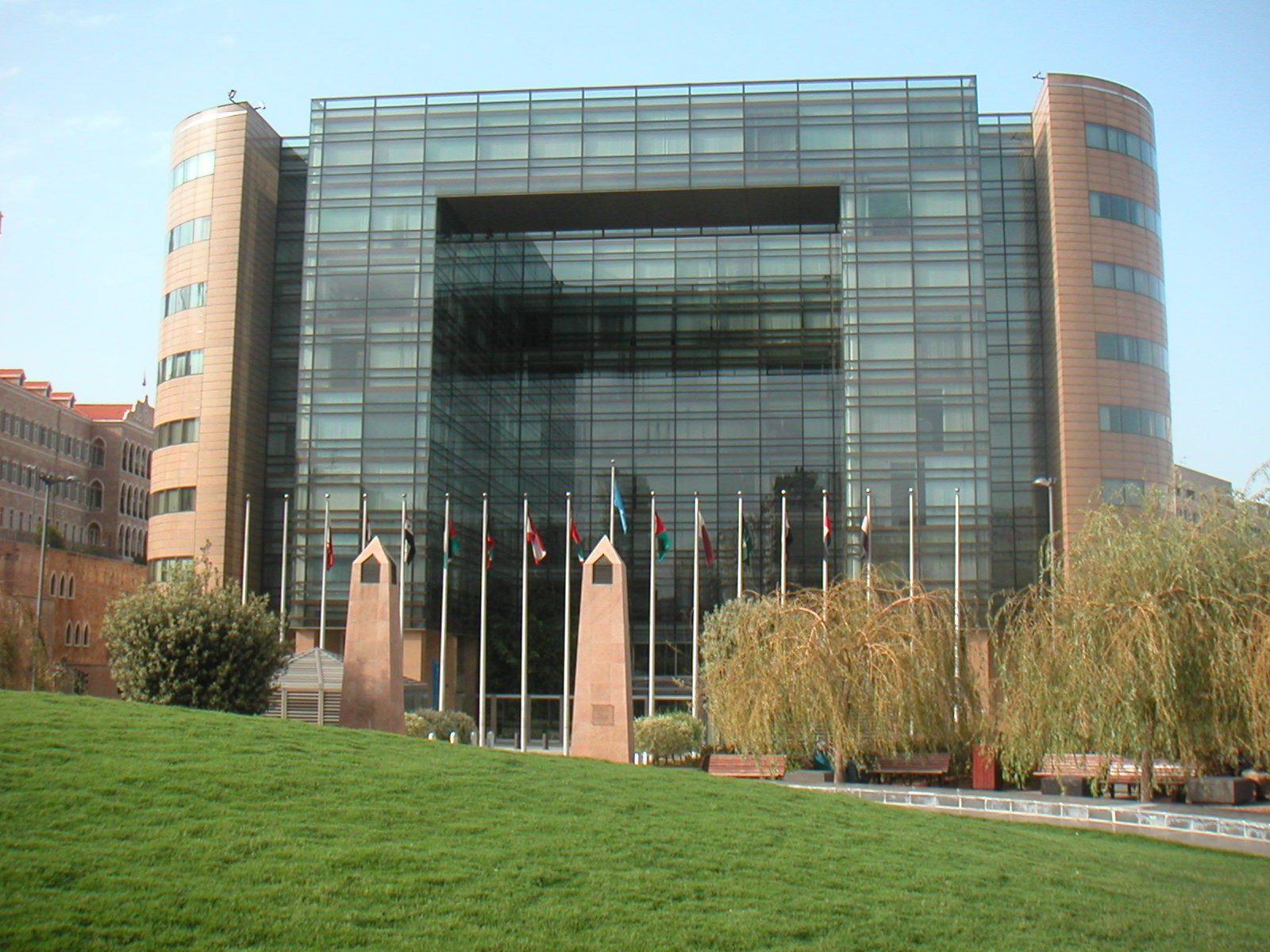
Sídlo Organizace spojených národů v Bejrútu

Koncem roku 2001 Libanon uzavřel jednání o dohodě o přidružení s Evropskou unií a obě strany dohodu parafovaly v lednu 2002. Libanon je zařazen do Evropské politiky sousedství Evropské unie (EPS), jejímž cílem je sblížení EU a jejích sousedů. Libanon má také dvoustranné obchodní dohody s několika arabskými státy a usiluje o vstup do Světové obchodní organizace.
Libanon má dobré vztahy prakticky se všemi ostatními arabskými zeměmi (navzdory historickému napětí s Libyí a Sýrií) a v březnu 2002 poprvé po více než 35 letech hostil summit Ligy arabských států. Libanon je členem skupiny Frankofonie.

### Ozbrojené síly

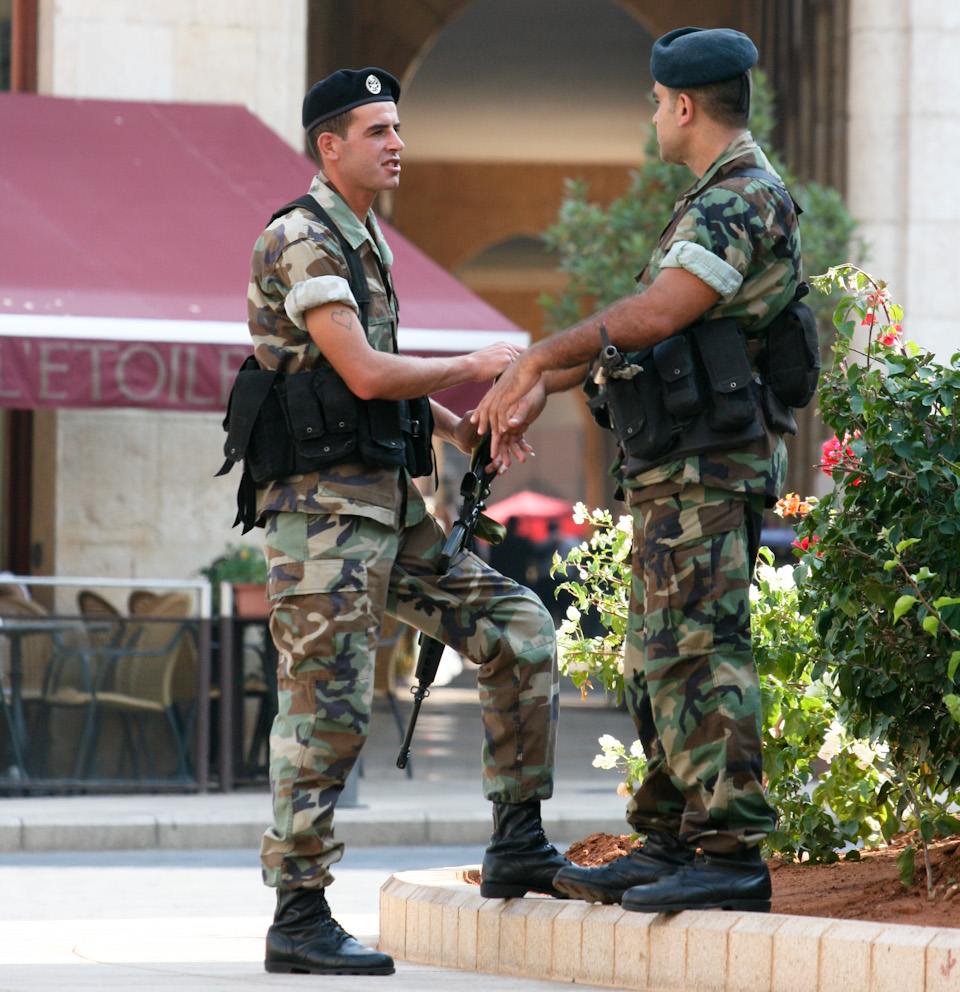
Vojáci libanonské armády v roce 2009

Libanonské ozbrojené síly (LAF) mají 72 000 aktivních příslušníků, včetně 1 100 příslušníků letectva a 1000 příslušníků námořnictva. LAF jsou v Libanonu považovány za méně mocné a méně vlivné než Hizballáh. Hizballáh má 20 000 aktivních bojovníků a 20 000 v záloze a je zásobován moderními zbraněmi, včetně raket a dronů z Íránu.
Mezi hlavní úkoly libanonských ozbrojených sil patří obrana Libanonu a jeho občanů před vnější agresí, udržování vnitřní stability a bezpečnosti, čelení hrozbám proti životním zájmům země, zapojení do aktivit sociálního rozvoje a provádění humanitárních operací v koordinaci s veřejnými a humanitárními institucemi.
Libanon je významným příjemcem zahraniční vojenské pomoci, s více než 400 miliony dolarů od roku 2005 je druhým největším příjemcem americké vojenské pomoci na obyvatele hned po Izraeli.
Hizballáh fakticky kontroluje velkou část jižního Libanonu a má větší vojenskou sílu než libanonské ozbrojené síly. Libanonská vláda nebyla schopna nebo ochotna zabránit útokům Hizballáhu na Izrael a násilným konfliktům mezi Izraelem a Hizballáhem v jižním Libanonu.

### Právo

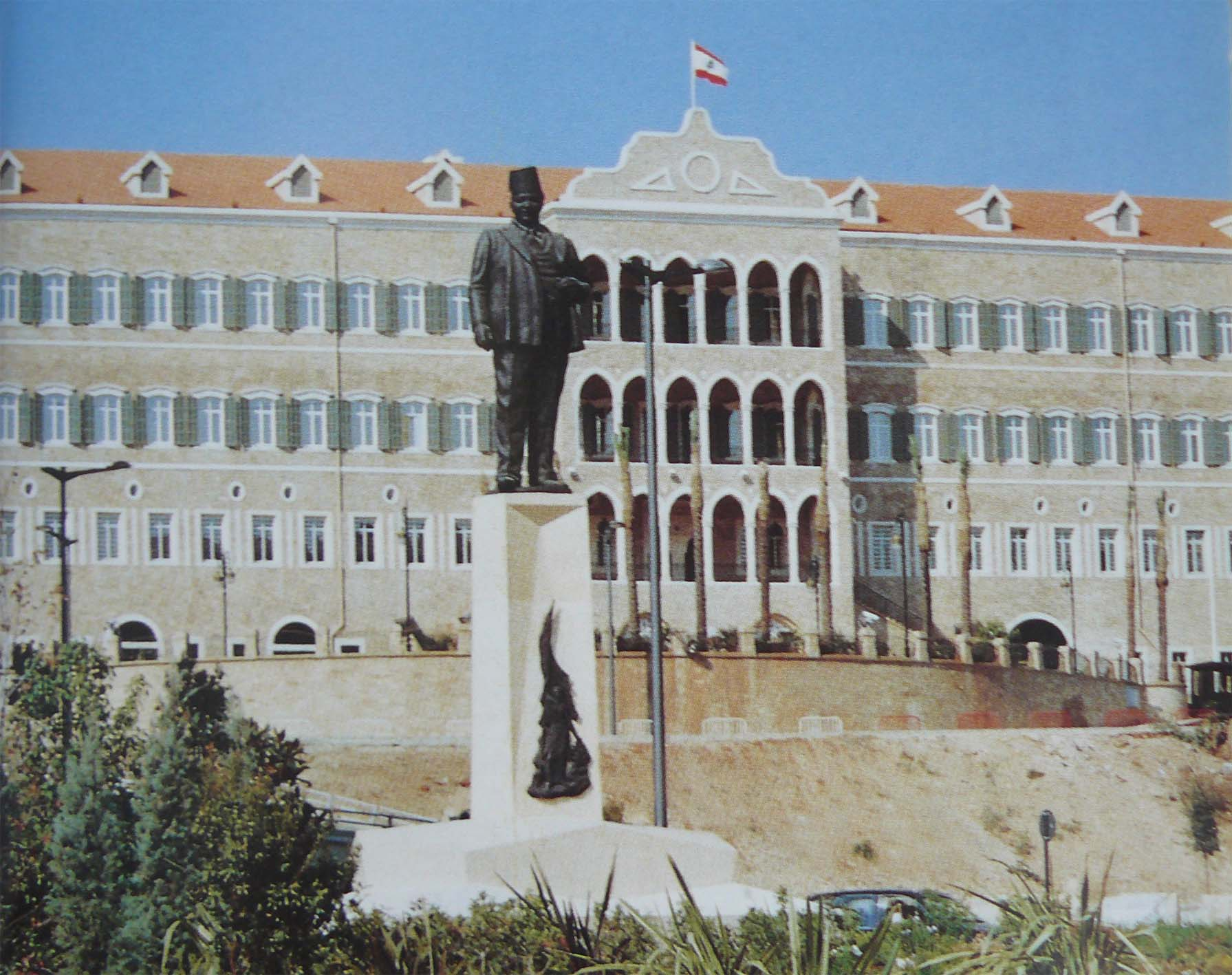
Pohled na Grand Serail (vládní palác) z náměstí Riad El Solh v Bejrútu

V Libanonu existuje 18 oficiálně uznaných náboženských skupin, z nichž každá má vlastní právní předpisy v oblasti rodinného práva a soubor náboženských soudů. Libanonský právní systém vychází z francouzského systému a je občanskoprávní zemí, s výjimkou záležitostí týkajících se osobního stavu (dědictví, manželství, rozvod, adopce atd.), které se řídí samostatným souborem zákonů určených pro jednotlivé konfesní komunity. Například islámské zákony o osobním stavu jsou inspirovány právem šaría. Pro muslimy tyto soudy řeší otázky manželství, rozvodu, opatrovnictví a dědictví a závěti. Pro nemuslimy je jurisdikce v oblasti osobního stavu rozdělena: dědické právo a závěti spadají pod vnitrostátní občanskoprávní jurisdikci, zatímco křesťanské a židovské náboženské soudy jsou příslušné pro manželství, rozvod a opatrovnictví. Katolíci se mohou navíc odvolat k vatikánskému Tribunálu Římské roty.
Nejvýznamnějším souborem kodifikovaných zákonů je Code des Obligations et des Contrats vyhlášený v roce 1932, který je obdobou francouzského občanského zákoníku. Trest smrti se de facto stále používá k postihování některých trestných činů, ale již se nevykonává. Libanonský soudní systém se skládá ze tří stupňů: soudy prvního stupně, odvolací soudy a kasační soud. Ústavní rada rozhoduje o ústavnosti zákonů a volebních podvodech. Existuje také soustava náboženských soudů, které mají pravomoc rozhodovat ve věcech osobního stavu v rámci svých komunit a mají pravidla v záležitostech, jako je manželství a dědictví.
V roce 1990 byl změněn článek 95 ústavy, který stanoví, že parlament přijme nezbytná opatření ke zrušení politické struktury založené na náboženské příslušnosti, ale do té doby budou pouze nejvyšší funkce ve státní správě, včetně soudnictví, armády, bezpečnostních složek, veřejných a smíšených institucí, rozděleny rovným dílem mezi křesťany a muslimy bez ohledu na konfesní příslušnost v rámci jednotlivých komunit.

#### Práva LGBT
Mužská homosexualita je v Libanonu nezákonná. Diskriminace LGBT osob je v Libanonu velmi rozšířená. Podle průzkumu Pew Research Center z roku 2019 se 85 % libanonských respondentů domnívá, že homosexualita by neměla být společností akceptována.
Konference o genderu a sexualitě, která se v Libanonu konala každoročně od roku 2013, byla v roce 2019 přesunuta do zahraničí poté, co jedna náboženská skupina vyzvala k zatčení organizátorů a zrušení konference za „podněcování k nemorálnosti“. Generální bezpečnostní síly konferenci v roce 2018 uzavřely a na dobu neurčitou odepřely libanonským LGBT aktivistům, kteří se konference nezúčastnili, povolení k opětovnému vstupu do země.

## Ekonomika

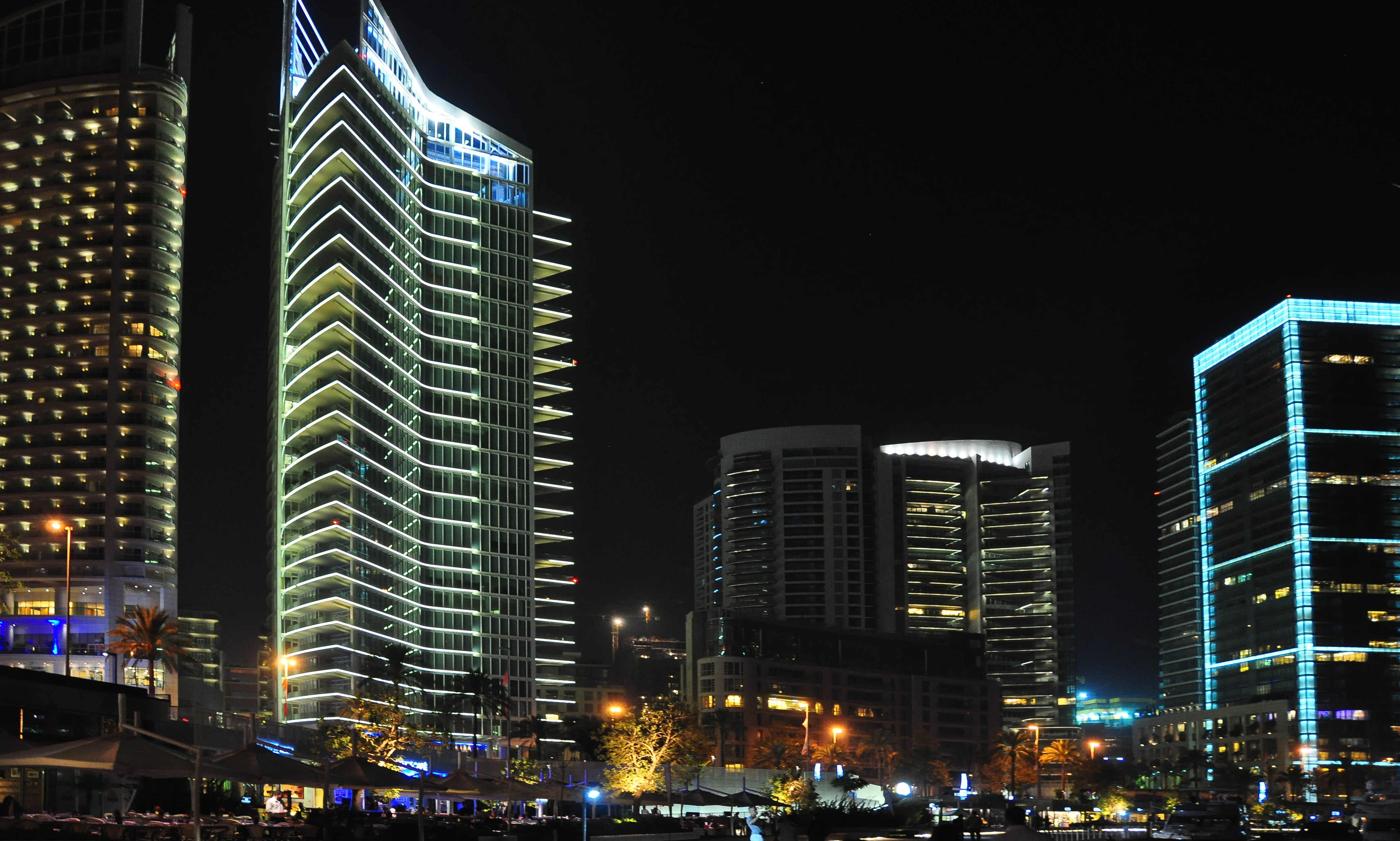
Centrum Bejrútu

Libanonská ústava stanoví, že „hospodářský systém je svobodný a zajišťuje soukromou iniciativu a právo na soukromé vlastnictví“. Libanonská ekonomika se řídí modelem laissez-faire. Většina ekonomiky je dolarizována a země nemá žádná omezení pohybu kapitálu přes hranice. Zásahy libanonské vlády do zahraničního obchodu jsou minimální. Za účelem podpory investic v Libanonu byl zřízen Úřad pro rozvoj investic.
Libanon v současné době trpí nejhorší hospodářskou krizí za poslední desetiletí, přičemž k roku 2023 se HDP oproti roku 2018 snížilo o 40 % a měna zaznamenala výrazné znehodnocení o 95 %, roční míra inflace přesahuje 200 %, což způsobuje, že minimální mzda odpovídá přibližně 1 americkému dolaru na den. Bylo to poprvé po 25 letech, kdy Libanon devalvoval svůj oficiální směnný kurz. Podle Organizace spojených národů se tři ze čtyř Libanonců ocitají pod hranicí chudoby, krize pramení z toho, že libanonská centrální banka dlouhodobě provozuje tzv. Ponziho schéma, kdy si půjčuje dolary za vysoké úrokové sazby, aby udržela deficity a zachovala fixní kurz měny. V roce 2019 vedl nedostatek nových vkladů k neudržitelné situaci, která vyústila v několikatýdenní uzavření bank, svévolné kontroly kapitálu a nakonec v platební neschopnost země v roce 2020. Země je klasifikována jako rozvojová ekonomika s nižšími středními příjmy.
V období osmanské a francouzské nadvlády a také v 60. letech 20. století Libanon zažíval prosperitu a sloužil jako centrum bankovnictví, finančních služeb a klíčové distribuční centrum pro Blízký východ. Místní ekonomika vzkvétala díky zázemí v průmyslových odvětvích souvisejících se zpracováním potravin, oděvů, šperků a koberců. Tato prosperita byla posléze narušena čtyřicetiletým konfliktem. Po skončení občanské války se v Libanonu rozvinula ekonomika založená na službách, která se soustředí na finančnictví, obchod s nemovitostmi a cestovní ruch. Téměř 65 % libanonské pracovní síly pracuje v sektoru služeb, příspěvek tohoto sektoru k HDP proto činí zhruba 67 %. Závislost na cestovním ruchu a bankovnictví však činí ekonomiku zranitelnou vůči politické nestabilitě.
Městské obyvatelstvo Libanonu je známé svou obchodní podnikavostí, díky emigraci vznikly libanonské "obchodní sítě" po celém světě, v roce 2023 činily remitence Libanonců ze zahraničí 6,7 miliardy amerických dolarů a tvořily 30 % ekonomiky země, v roce 2005 měl Libanon největší podíl kvalifikované pracovní síly mezi arabskými státy.

### Zemědělství
Zemědělský sektor v Libanonu zaměstnává 20-25 % celkové pracovní síly a v roce 2022 se podílel na HDP země 1,2 % (v roce 1995 to bylo 6,5 %). Libanon má nejvyšší podíl obdělávatelné půdy v arabském světě. Mezi hlavní plodiny patří jablka, broskve, pomeranče a citrony. Významná část potravinářských provozoven v zemi, přibližně jedna třetina, se věnuje výrobě balených potravin, od drůbeže po nakládanou zeleninu. Země je však navzdory příznivým podmínkám pro zemědělství a pestrému mikroklimatu závislá na dovozu potravin, ten tvoří 80 % její spotřeby. To je dáno především malým objemem mnoha zemědělských podniků, který brání využití výhod úspor z rozsahu. Negativní dopad na zemědělský sektor má také probíhající hospodářská krize a devalvace libanonské libry, zejména kvůli zvýšeným nákladům na dovoz základních produktů, jako jsou osiva a hnojiva. Tato ekonomická zátěž zvyšuje stávající zátěž zemědělců, včetně rostoucích dluhů a neefektivních zemědělských postupů. V důsledku toho zemědělci zaznamenávají pokles příjmů a potýkají se s problémy při plnění závazků ke splácení úvěrů.

### Výroba a průmysl
Průmysl v Libanonu se omezuje především na malé podniky, které se zabývají montáží a balením dovážených dílů. K roku 2023 zaměstnával 21 % pracujících Libanonců a je na druhém místě v podílu na HDP ale jen s 3 % libanonského HDP (v roce 2019 to bylo 13 % HDP).
Nedávno byla objevena ropa ve vnitrozemí a na mořském dně mezi Libanonem, Kyprem, Izraelem a Egyptem a probíhají rozhovory mezi Kyprem a Egyptem s cílem dosáhnout dohody ohledně průzkumu těchto zdrojů. Předpokládá se, že na mořském dně oddělujícím Libanon a Kypr se nachází značné množství ropy a zemního plynu. V květnu 2013 libanonský ministr energetiky a vodního hospodářství upřesnil, že seismické snímky libanonského mořského dna procházejí podrobným zkoumáním a že doposud bylo prozkoumáno přibližně 10 %. Předběžná kontrola výsledků ukázala s více než 50% pravděpodobností, že v 10 % výlučné ekonomické zóny Libanonu se nachází až 660 milionů barelů ropy a až 850 km3 plynu.
V Libanonu je významná výroba drog i obchod s nimi. Západní zpravodajské služby odhadují roční produkci více než 1 800 tun marihuany a 9 tun heroinu, což přináší zisky přesahující v přepočtu 4 miliardy amerických dolarů. V posledních desetiletích Hizballáh zintenzivnil svou angažovanost v drogové ekonomice, přičemž narkotika slouží této skupině jako významný zdroj příjmů. Přestože si část sklizně ponechává pro místní potřebu, značné množství se pašuje do celého světa. Neschopnost vlády kontrolovat údolí Bikáa, kde se drogy produkují, a řešit problémy s nelegálními továrnami na výrobu fenetylinu umožňuje navzdory pokračujícímu boji vlády trvalý rozvoj obchodu s drogami, což má dopad na libanonskou ekonomiku a regionální stabilitu.

### Věda a technologie

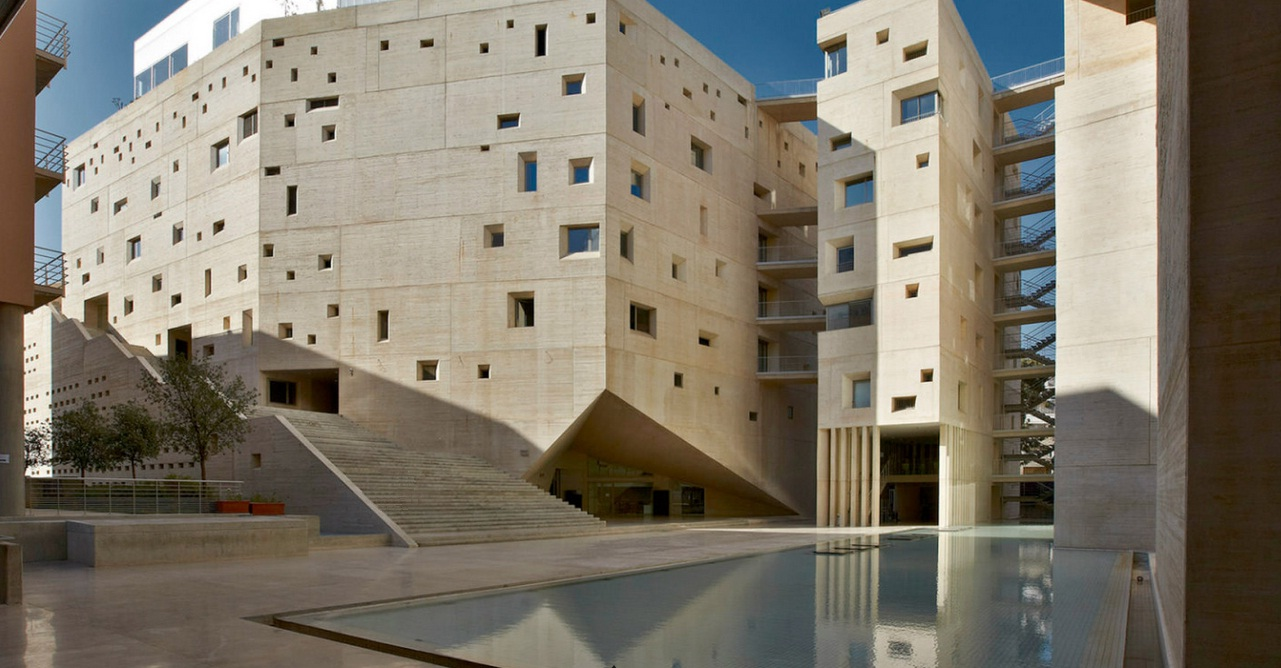
Kampus inovací a sportu, Univerzity svatého Josefa v Bejrútu

Libanon se v roce 2024 umístil na 94. místě globálního inovačního indexu, přičemž v roce 2016 byl na 70. místě. Mezi významné vědce z Libanonu patří Hassan Kamel Al-Sabbah, Rammal Rammal a Edgar Choueiri.
V roce 1960 založil vědecký klub z univerzity v Bejrútu libanonský vesmírný program nazvaný „Libanonská raketová společnost“. Až do roku 1966, kdy byl program kvůli válce i vnějšímu tlaku zastaven, dosahovali velkých úspěchů.

### Rozvoj
V 50. letech 20. století byl růst HDP druhý nejvyšší na světě. Přestože Libanon neměl žádné zásoby ropy, jako bankovní centrum arabského světa a mezi jeho obchodními centry měl vysoký národní důchod.
Občanská válka v letech 1975–1990 těžce poškodila libanonskou hospodářskou infrastrukturu, snížila národní produkci na polovinu a téměř ukončila pozici Libanonu jako západoasijského entrepôtu a bankovního centra. Následující období relativního míru umožnilo centrální vládě obnovit kontrolu v Bejrútu, začít vybírat daně a získat zpět přístup ke klíčovým přístavům a vládním zařízením. K hospodářskému oživení přispěl finančně zdravý bankovní systém a odolní malí a střední výrobci, přičemž hlavními zdroji deviz byly rodinné remitence, bankovní služby, vývoz průmyslových a zemědělských výrobků a mezinárodní pomoc.

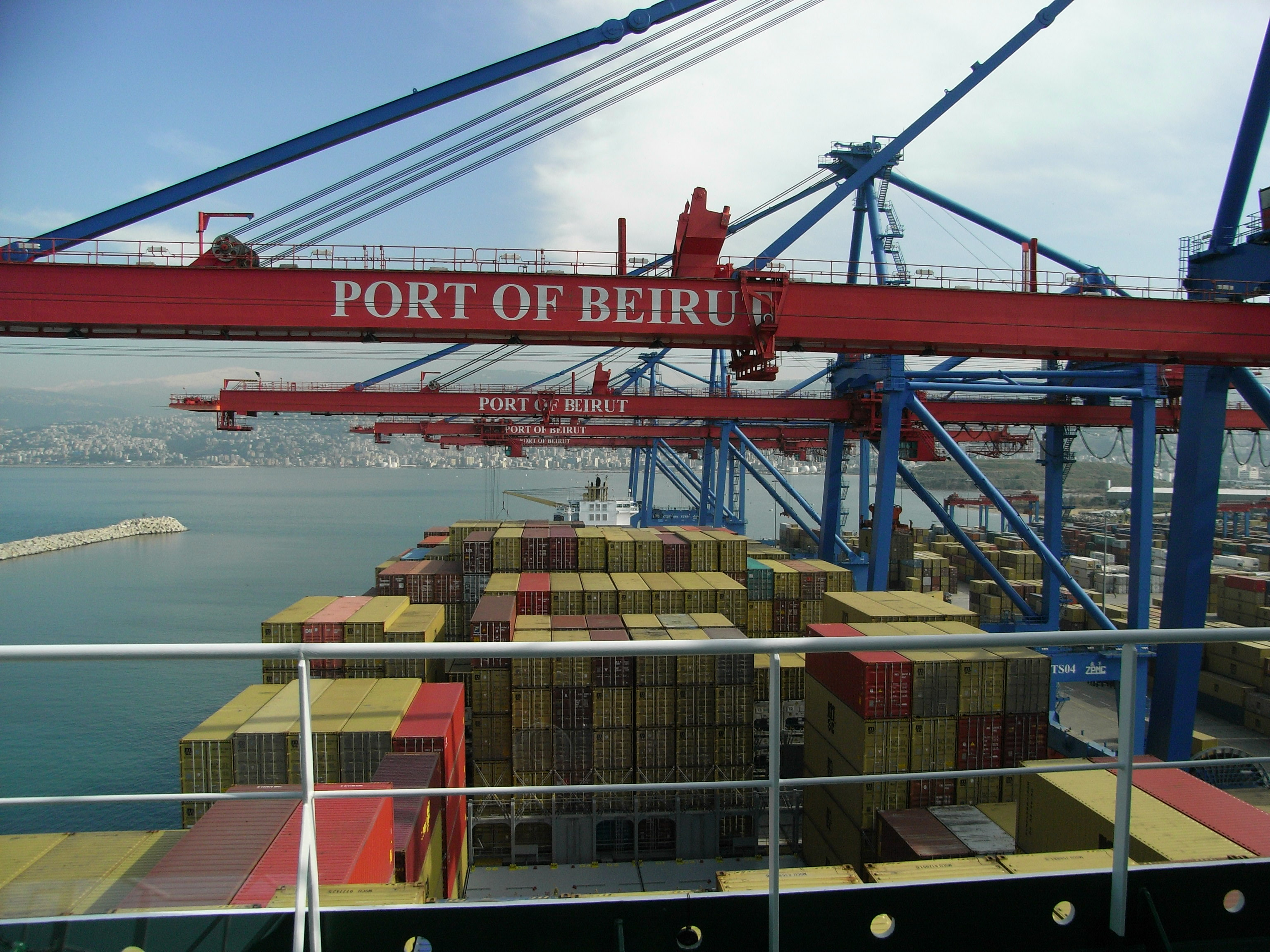
Bejrútský přístav

Až do července 2006 se Libanon těšil značné stabilitě, rekonstrukce Bejrútu byla téměř dokončena a do tamních letovisek proudil stále větší počet turistů. Ekonomika zaznamenala růst, bankovní aktiva dosáhla více než 75 miliard amerických dolarů, tržní kapitalizace byla tehdy rovněž rekordně vysoká, na konci druhého čtvrtletí roku 2006 se odhadovala na 10,9 miliardy dolarů. Měsíc trvající válka v roce 2006 vážně poškodila křehkou libanonskou ekonomiku, zejména sektor cestovního ruchu.
V průběhu roku 2008 Libanon obnovil svou infrastrukturu především v oblasti nemovitostí a cestovního ruchu, což vedlo k poměrně silné poválečné ekonomice. Mezi hlavní přispěvatele na obnovu Libanonu patří Saúdská Arábie (přislíbila 1,5 miliardy USD), Evropská unie (přibližně 1 miliarda USD) a několik dalších zemí Perského zálivu s příspěvky ve výši až 800 milionů USD.

### Cestovní ruch

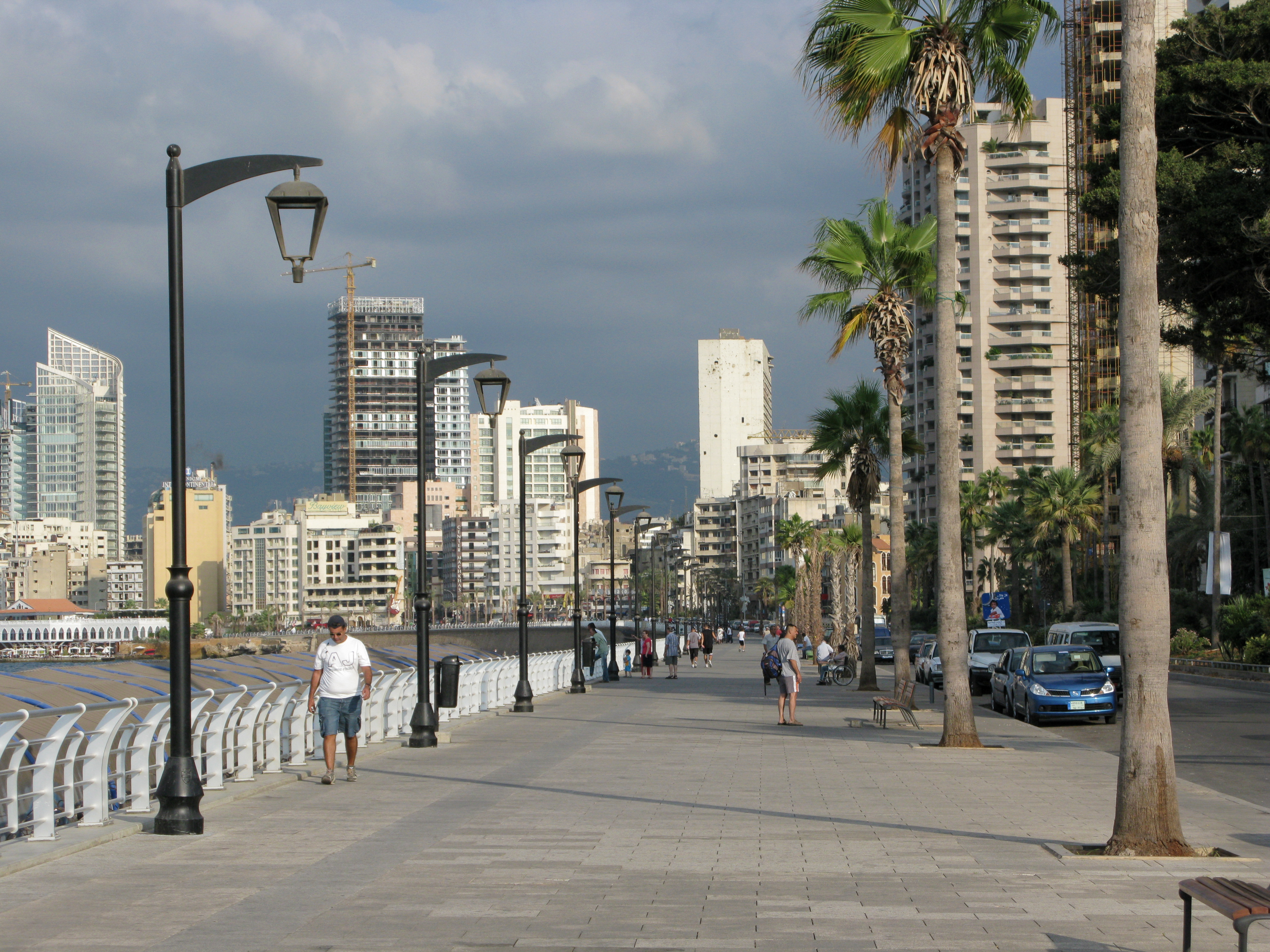
Bejrút je centrem cestovního ruchu v zemi

Turistický ruch se na HDP podílí přibližně 10 %. V roce 2008 přilákal Libanon přibližně 1,3 mil. turistů, čímž se umístil na 79. místě ze 191 zemí. V roce 2009 zařadil deník The New York Times Bejrút díky jeho nočnímu životu a pohostinnosti na první místo mezi světovými turistickými destinacemi. V lednu 2010 ministerstvo cestovního ruchu oznámilo, že v roce 2009 navštívilo Libanon 1,8 mil. turistů, což představuje 39 % nárůst oproti roku 2008. V roce 2009 navštívilo Libanon dosud největší počet turistů, čímž byl překonán dosavadní rekord z doby před libanonskou občanskou válkou. V roce 2010 dosáhl počet turistů dvou milionů, ale za prvních deset měsíců roku 2012 poklesl o 37 %, což bylo způsobeno válkou v sousední Sýrii.
V roce 2011 byly Saúdská Arábie, Jordánsko a Japonsko třemi nejoblíbenějšími zeměmi původu zahraničních turistů do Libanonu. V létě tvoří značnou část návštěvníků Libanonu libanonští emigranti, kteří přijíždějí navštívit svá rodná místa. V roce 2012 bylo oznámeno, že příliv japonských turistů způsobil nárůst popularity japonské kuchyně v Libanonu.

## Obyvatelstvo
Počet obyvatel Libanonu se k roku 2021 odhadoval na 5,6 mil., přičemž počet libanonských státních příslušníků se odhadoval na 4,7 mil. (odhad z července 2018); avšak od roku 1932 nebylo v Libanonu provedeno žádné oficiální sčítání lidu kvůli citlivé konfesní politické rovnováze mezi různými náboženskými skupinami. Označení všech Libanonců za etnické Araby je široce používaným příkladem panetnicity, neboť Libanonci "pocházejí z mnoha různých národů, které jsou buď původní, nebo tento kout světa obsadily, okupovaly či osídlily", což z Libanonu činí "mozaiku úzce propojených kultur"

Míra porodnosti klesla z 5,00 v roce 1971 na 1,75 v roce 2004. Míra plodnosti se mezi jednotlivými náboženskými skupinami značně liší: v roce 2004 činila 2,10 u šíitů, 1,76 u sunnitů a 1,61 u maronitů.

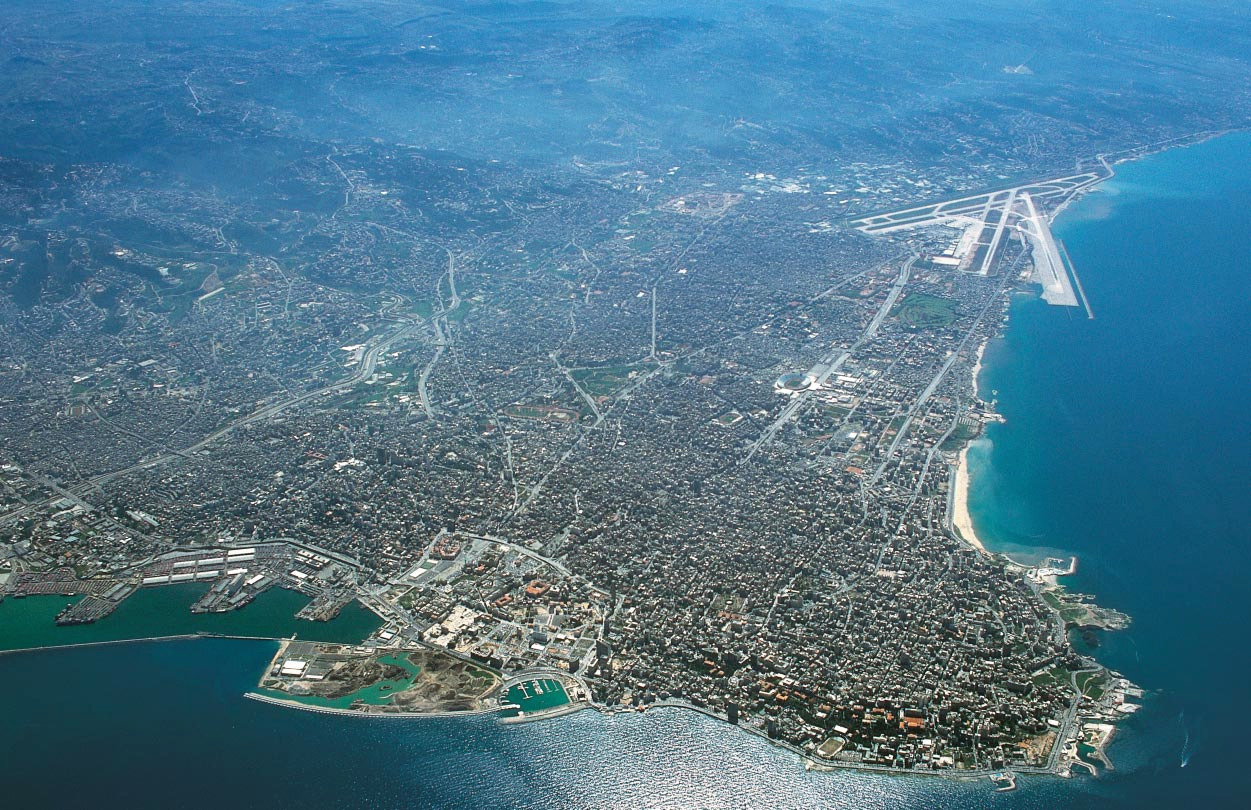
Bejrút ležící u Středozemního moře je nejlidnatějším městem Libanonu

Libanon byl svědkem řady migračních vln: V letech 1975–2011 ze země emigrovalo více než 1,8 mil. lidí. Miliony lidí libanonského původu jsou rozptýleny po celém světě, zejména v Latinské Americe, kdy v Brazílii a Argentině žije velké množství emigrantů. Velké množství Libanonců se vystěhovalo do západní Afriky, zejména na Pobřeží slonoviny (kde žije více než 100 000 Libanonců) a do Senegalu (zhruba 30 000 Libanonců). V Austrálii žije více než 270 000 Libanonců (odhad z roku 1999). Početná libanonská diaspora v Kanadě čítá přibližně 250 000–700 000 osob libanonského původu. Spojené státy americké mají také jednu z největších libanonských populací, přibližně 2 mil. osob. Dalším regionem s významnou diasporou jsou země Perského zálivu, kde státy jako Bahrajn, Kuvajt, Omán, Katar (přibližně 25 000 osob), Saúdská Arábie a Spojené arabské emiráty působí jako hostitelské země pro mnoho Libanonců. V Saúdské Arábii v současné době žije 269 000 libanonských občanů. Podle některých zdrojů žije v zemích Perského zálivu přibližně třetina libanonské pracovní síly, tedy asi 350 000. Více než 50 % libanonské diaspory tvoří křesťané, což je částečně způsobeno rozsáhlým obdobím křesťanské emigrace před rokem 1943.
V roce 2012 hostil Libanon více než 1,6 mil. uprchlíků a žadatelů o azyl: 450 000 z Palestiny 100 000 z Iráku, přes 1 100 000 ze Sýrie a nejméně 4000 ze Súdánu. Podle Hospodářské a sociální komise OSN pro západní Asii žije mezi syrskými uprchlíky 71 % v chudobě. Odhad OSN z roku 2013 uvádí počet syrských uprchlíků na více než 1 250 000. V roce 2013 se počet syrských uprchlíků zvýšil na více než 1 000 000.
V posledních třech desetiletích zemi pustošily vleklé a ničivé ozbrojené konflikty. Většina Libanonců byla ozbrojeným konfliktem zasažena; mezi ty, kteří měli přímou osobní zkušenost, patřilo 75 % obyvatel a většina ostatních uvádí, že trpí řadou útrap. Celkem bylo nějakým způsobem postiženo téměř celé obyvatelstvo (96 %) – buď osobně, nebo v důsledku širších důsledků ozbrojeného konfliktu.
| Největší města v Libanonu | Největší města v Libanonu | Největší města v Libanonu  | Největší města v Libanonu |
| ------------------------- | ------------------------- | -------------------------- | ------------------------- |
| Pořadí                    | Město                     | Guvernorát                 | Poč. obyvatel             |
| 1.                        | Bejrút                    | Bejrút                     | 1 916 100                 |
| 2.                        | Tripolis                  | Severní guvernorát         | 229 398                   |
| 3.                        | Sidón                     | Jižní guvernorát           | 163 554                   |
| 4.                        | Baalbek                   | Baalbek-Hermel Governorate | 150 806                   |
| 5.                        | Týr                       | Jižní guvernorát           | 135 204                   |
| 6.                        | Nabatieh                  | Jižní guvernorát           | 120 000                   |
| 7.                        | Džunija                   | Libanonská hora            | 115 000                   |
| 8.                        | Aley                      | Libanonská hora            | 100 000                   |
| 9.                        | Zahlé                     | Beqaa                      | 78 145                    |
| 10.                       | Zgharta-Ehden             | Severní guvernorát         | 50,000                    |

### Náboženství
Libanon je nábožensky nejrozmanitější zemí v západní Asii a Středomoří. Protože relativní velikost jednotlivých náboženství a náboženských skupin zůstává citlivou otázkou, nebylo od roku 1932 provedeno žádné celostátní sčítání lidu. Existuje 18 státem uznaných náboženských skupin – čtyři muslimské, 12 křesťanských, jedna drúzská a jedna židovská. Libanonská vláda počítá drúzské občany jako součást muslimské populace, ačkoli většina drúzů se dnes za muslimy nepovažuje.
Předpokládá se, že v posledních 60 letech došlo k poklesu poměru křesťanů a muslimů v důsledku vyšší míry emigrace křesťanů a vyšší porodnosti muslimského obyvatelstva. Při posledním sčítání lidu v roce 1932 tvořili křesťané 53 % libanonské populace. V roce 1956 se odhadovalo, že počet obyvatel je 54 % křesťanů a 44 % muslimů.
Demografická studie provedená výzkumnou společností Statistics Lebanon zjistila, že přibližně 27 % obyvatelstva tvoří sunnité, 27 % šíité, 21 % maronité, 8 % stoupenci pravoslaví, 5 % drúzové, 5 % melchité a 1 % protestanti, zbývajících 6 % patří většinou k menším křesťanským denominacím, které nejsou v Libanonu původní. The World Factbook odhaduje (2020) následující stav (údaje nezahrnují početnou populaci syrských a palestinských uprchlíků v Libanonu): Muslimové 68 % (32 % sunnité, 31 % šíité, menší procento alavité a Ismá'ílíja), křesťané 32 % (největší křesťanskou skupinou jsou maronitští katolíci), drúzové 4,5 % a velmi malý počet židů, bahaistů, buddhistů a hinduistů. Jiné zdroje, například Euronews nebo madridský deník La Razón, odhadují podíl křesťanů na přibližně 53 %. 319] Studie založená na počtu voličů ukazuje, že v roce 2011 byl počet křesťanů ve srovnání s předchozími lety stabilní a tvořil 34 % obyvatel; muslimové, včetně drúzů, tvořili 65 % obyvatel. Podle průzkumu World Values Survey z roku 2014 činí podíl ateistů v Libanonu 3,3 %. Údaje z průzkumu ukazují na pokles náboženské víry v rámci Libanonu, který je patrný zejména u mladých lidí.
Sunnité žijí především v západním Bejrútu, na jižním pobřeží Libanonu a v severním Libanonu. Šíité žijí především v jižním Bejrútu, v údolí Bekáa a v jižním Libanonu. Maronitští katolíci žijí především ve východním Bejrútu a v okolí pohoří Libanon. Řecko-pravoslavní obyvatelé žijí především v oblasti Koura, Akkaru, Metnu a Bejrútu (Achrafieh). Melchitští katolíci žijí především v Bejrútu, na východních svazích pohoří Libanon a v Zahlé. Drúzové se soustřeďují ve venkovských, horských oblastech východně a jižně od Bejrútu.

### Jazyk
Článek 11 libanonské ústavy stanoví, že „arabština je úředním národním jazykem. Zákon určuje případy, ve kterých se má používat francouzština." Většina Libanonců mluví libanonskou arabštinou, která se řadí do větší kategorie zvané levantská arabština, zatímco moderní standardní arabština se používá hlavně v časopisech, novinách a oficiálních vysílacích médiích. Libanonský znakový jazyk je jazykem komunity neslyšících.
Významné zastoupení má také francouzština a angličtina. Téměř 40 % Libanonců se považuje za frankofonní a dalších 15 % za „částečně frankofonní“ a na 70 % libanonských středních škol se jako druhý vyučovací jazyk používá francouzština. Pro srovnání, angličtina se jako druhý vyučovací jazyk používá na 30 % libanonských středních škol. Používání francouzštiny je dědictvím historických vazeb Francie na tento region, včetně jejího mandátu Společnosti národů nad Libanonem po první světové válce; v roce 2005 používalo francouzštinu denně asi 20 % obyvatel. Používání arabštiny vzdělanou libanonskou mládeží klesá, neboť obvykle dává přednost francouzštině a v menší míře angličtině, které jsou považovány za módnější.
Angličtina se stále více používá ve vědě a v obchodním styku. Libanonci arménského, řeckého nebo asyrského původu často hovoří jazykem svých předků s různou mírou plynulosti. V roce 2009 žilo v Libanonu přibližně 150 000 Arménů, což představuje asi 5 % obyvatelstva.

### Vzdělání

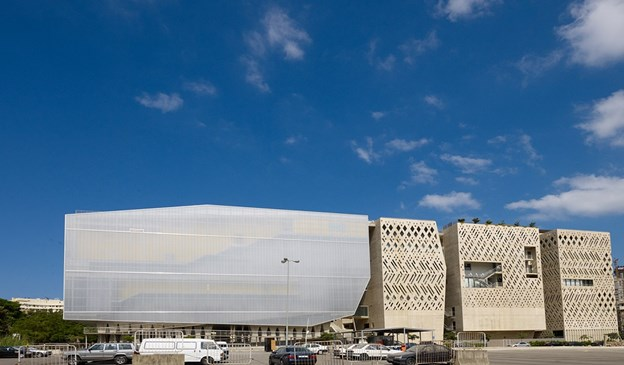
Inovační a sportovní kampus Univerzity sv. Josefa v Bejrútu

Podle průzkumů Globální zprávy o informačních technologiích Světového ekonomického fóra z roku 2013 se Libanon umístil na čtvrtém místě na světě v oblasti matematického a přírodovědného vzdělávání a na desátém místě celkově v kvalitě vzdělávání. V kvalitě manažerských škol se země umístila na 13. místě na světě.
Rozvojový program OSN vypočítal pro Libanon index vzdělanosti 0,620 (pro rok 2022). Index, který se určuje podle míry gramotnosti dospělých a kombinovaného hrubého podílu zapsaných na základní, střední a vysoké školy, zařadil zemi na 126. místo ze 193 zúčastněných zemí. Všechny libanonské školy musí dodržovat předepsané osnovy navržené ministerstvem školství. Některé z 1400 soukromých škol nabízejí středoškolské programy IB diplom a se souhlasem ministerstva školství mohou do svých osnov přidat i další předměty. Prvních osm let vzdělávání je ze zákona povinných.
V Libanonu je čtyřicet jedna národně akreditovaných univerzit, z nichž několik je mezinárodně uznávaných. Americká univerzita v Bejrútu a Univerzita svatého Josefa v Bejrútu byly první anglofonní, respektive první frankofonní univerzity, které byly v Libanonu otevřeny.
Univerzity v Libanonu, veřejné i soukromé, fungují převážně ve francouzštině nebo angličtině. Mezi nejlépe hodnocené univerzity v zemi patří Americká univerzita v Bejrútu (k roku 2022 č. 2 na Blízkém východě a č. 226 na světě), Balamandská univerzita (č. 17 v regionu a č. 802-850 na světě), Libanonská americká univerzita (č. 17 v regionu a č. 501 celosvětově), Univerzita svatého Josefa v Bejrútu (č. 2 v Libanonu a č. 631–640 celosvětově), Libanonská univerzita (č. 577 celosvětově), Univerzita svatého Ducha v Kaslíku (č. 600 celosvětově k roku 2020) a Notre Dame University-Louaize (č. 701 k roku 2021).

### Zdravotnictví

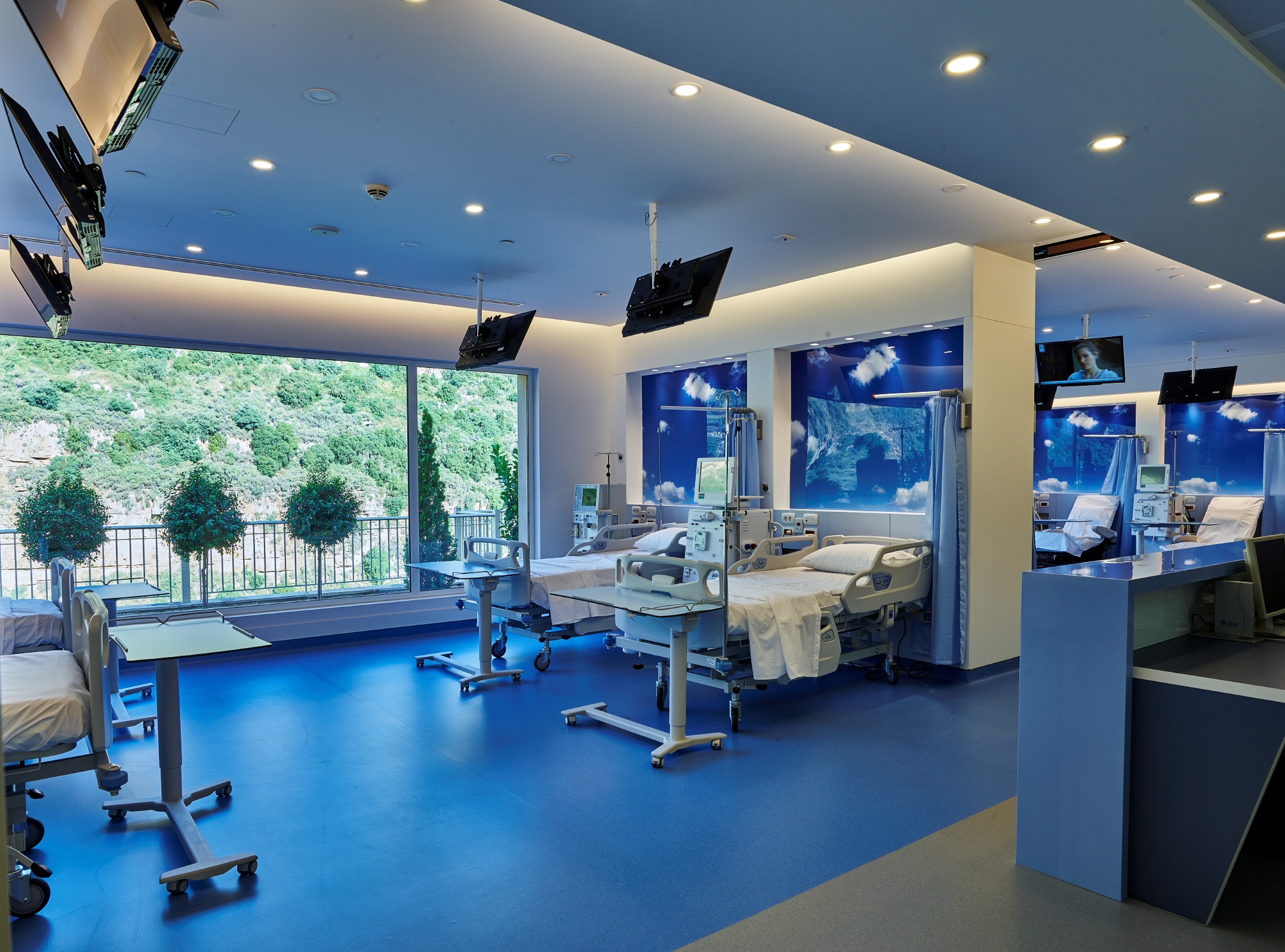
Zdravotnické zařízení Belluve

V roce 2010 tvořily výdaje na zdravotní péči 7,03 % HDP země. V roce 2009 připadalo na 10 000 obyvatel 31 lékaře a 20 zdravotních sester. Očekávaná délka života při narození byla v roce 2011 73 let, resp. 70 let u mužů a 75 let u žen. Na konci občanské války byla v zemi v provozu pouze třetina veřejných nemocnic, každá s průměrně 20 lůžky. V roce 2009 bylo v zemi 28 veřejných nemocnic s celkem 2 550 lůžky. Ve veřejných nemocnicích platí hospitalizovaní nepojištění pacienti 5 % účtu, zatímco v soukromých nemocnicích 15 %, přičemž zbytek proplácí ministerstvo zdravotnictví. Ministerstvo zdravotnictví má smlouvy se 138 soukromými nemocnicemi a 25 veřejnými nemocnicemi.
V roce 2011 bylo 236 643 dotovaných hospitalizací; 164 244 v soukromých nemocnicích a 72 399 ve státních nemocnicích. Soukromé nemocnice navštěvuje více pacientů než veřejné, protože nabídka soukromých lůžek je vyšší. Podle libanonského ministerstva zdravotnictví bylo v roce 2017 mezi 10 nejčastějších příčin hlášených úmrtí v nemocnicích zařazeno: zhoubný nádor průdušek nebo plic (4,6 %), akutní infarkt myokardu (3 %), zápal plic (2 %). 2 %), expozice blíže neurčenému faktoru, blíže neurčené místo (2,1 %), akutní poškození ledvin (1,4 %), nitromozkové krvácení (1,2 %), zhoubný novotvar tlustého střeva (1,2 %), zhoubný novotvar slinivky břišní (1,1 %), zhoubný novotvar prostaty (1,1 %), zhoubný novotvar močového měchýře (0,8 %).
V poslední době,[kdy?] došlo v Libanonu k nárůstu onemocnění z potravin. To zvýšilo povědomí veřejnosti o důležitosti bezpečnosti potravin, a to i v oblasti jejich skladování, uchovávání a přípravy. Stále více restaurací se snaží získat informace a dodržovat předpisy Mezinárodní organizace pro normalizaci.

## Kultura

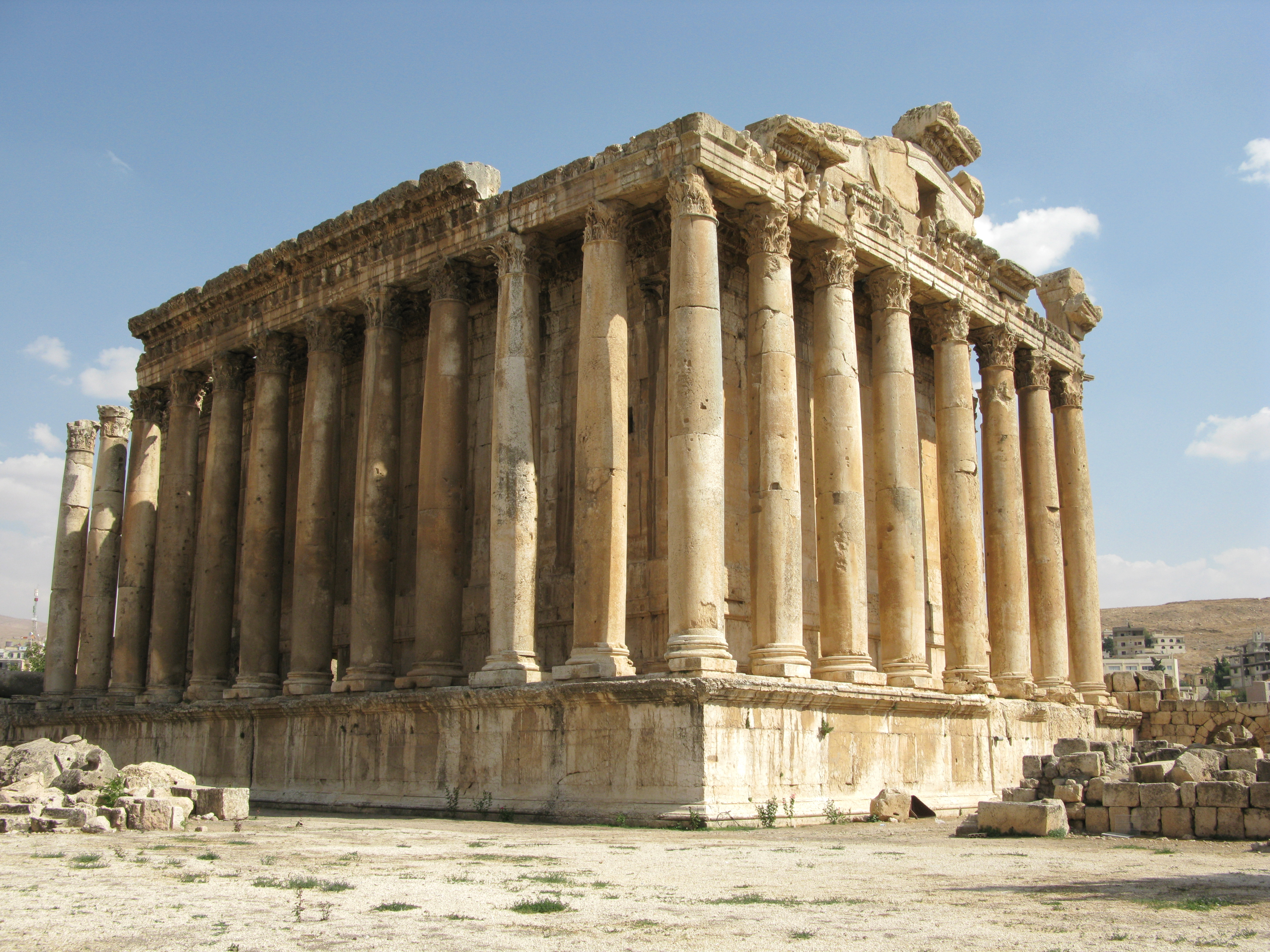
Bakchův chrám je považován za jeden z nejzachovalejších římských chrámů na světě, vznik kolem roku 150 n. l.

V libanonské kultuře se odráží dědictví různých civilizací trvající tisíce let. Libanon byl původně domovem Kanaánců a Féničanů, následně byl dobyt a okupován Asyřany, Peršany, Řeky, Římany, Araby, křižáky, osmanskými Turky a v poslední době Francouzi, a proto se libanonská kultura v průběhu tisíciletí vyvíjela a přebírala od všech těchto skupin. Různorodost libanonského obyvatelstva, složeného z různých etnických a náboženských skupin, dále přispěla ke vzniku národních festivalů, hudebních stylů, literatury i kuchyně. Navzdory etnické, jazykové, náboženské a konfesijní rozmanitosti Libanonci "sdílejí téměř společnou kulturu". Libanonská arabština je univerzálně používaná, zatímco jídlo, hudba a literatura jsou hluboce zakořeněny "v širších středomořských a levantských normách".

### Umění
Ve výtvarném umění patřil Moustafa Farroukh k nejvýznamnějším libanonským malířům 20. století. Formálně se vzdělával v Římě a Paříži a během své kariéry vystavoval na různých místech od Paříže přes New York až po Bejrút. Aktivních je i mnoho dalších soudobých umělců, například Walid Raad, mediální umělec žijící v New Yorku. V oblasti fotografie má Arab Image Foundation sbírku více než 400 000 fotografií z Libanonu a Blízkého východu. Fotografie si lze prohlédnout ve výzkumném centru a na podporu sbírky byly v Libanonu i ve světě uspořádány různé akce a vydány publikace.

### Hudba

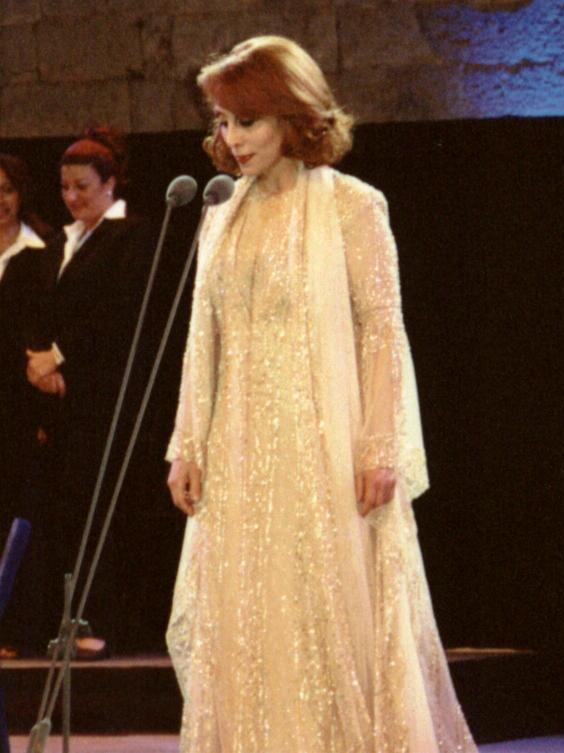
Fajrúz

Ačkoli tradiční lidová hudba zůstává v Libanonu populární, rychle se prosazuje moderní hudba slaďující západní a tradiční arabské styly, pop a fusion. Libanonští umělci jako Fairúz, Majida El Roumi, Wadih El Safi, Sabah, Julia Boutros nebo Najwa Karam jsou v Libanonu i v arabském světě široce známí a oceňovaní. Na rozhlasových stanicích se objevuje různorodá hudba, včetně tradiční libanonské, klasické arabské, arménské a moderní francouzské, anglické, americké a latinskoamerické.

### Média a kinematografie
Podle filmového kritika a historika Roye Armese byla libanonská kinematografie vedle dominantní egyptské kinematografie jedinou kinematografií v arabsky mluvícím regionu, která se mohla rovnat národní kinematografii. Kinematografie v Libanonu existuje od dvacátých let 20. století a v zemi vzniklo více než 500 filmů, přičemž na mnoha filmech se podíleli egyptští tvůrci a filmové hvězdy. Libanonská média jsou nejen regionálním centrem produkce, ale také nejliberálnějšími a nejsvobodnějšími v arabském světě. Podle organizace Reportéři bez hranic, která se zabývá svobodou tisku, „mají média v Libanonu větší svobodu než v kterékoli jiné arabské zemi.“ Navzdory malému počtu obyvatel a geografické rozloze hraje Libanon vlivnou roli v produkci informací v arabském světě a je „jádrem regionální mediální sítě s globálním dopadem“.

### Svátky a festivaly
V Libanonu se slaví národní a křesťanské i muslimské svátky. Křesťanské svátky se slaví podle gregoriánského i juliánského kalendáře. Řečtí pravoslavní (s výjimkou Velikonoc), katolíci, protestanti a melchitští křesťané se řídí gregoriánským kalendářem, a proto slaví Vánoce 25. prosince. Arménští apoštolští křesťané slaví Vánoce 6. ledna, protože se řídí juliánským kalendářem. Muslimské svátky se řídí podle islámského lunárního kalendáře. Mezi muslimské svátky, které se slaví, patří Íd al-Fitr (třídenní svátek na konci měsíce ramadánu), Íd al-Adhá (Svátek oběti), který se slaví během každoroční pouti do Mekky a je také oslavou Abrahamovy ochoty obětovat svého syna Bohu, narození islámského proroka Mohameda a Ašúra (šíitský den smutku). Mezi libanonské státní svátky patří Den pracujících, Den nezávislosti a Den mučedníků. Obvyklou součástí libanonské kultury jsou hudební festivaly, které se často konají na historických místech. Mezi nejznámější patří Mezinárodní festival Baalbeck, Mezinárodní festival Byblos, Mezinárodní festival Beiteddine, Mezinárodní festival Jounieh, Festival Broumana, Mezinárodní festival Batroun, Festival Ehmej, Festival Dhour Chwer a Festival Tyr. Tyto festivaly podporuje libanonské ministerstvo cestovního ruchu. V Libanonu se každoročně koná přibližně 15 koncertů mezinárodních interpretů, což jej řadí na 1. místo v žebříčku nočního života na Blízkém východě a na 6. místo na světě.

### Kuchyně
Libanonská kuchyně je podobná kuchyni mnoha zemí východního Středomoří, jako je Sýrie, Turecko, Řecko a Kypr. Libanonskými národními jídly jsou kibbe, masový koláč z jemně mletého jehněčího masa a bulguru (předvařené nalámané pšenice), a tabouleh, salát z petržele, rajčat a pšenice na bulgur. Jídla v libanonských restauracích začínají širokou nabídkou meze – malých slaných pokrmů, jako jsou dipy, saláty a pečivo. Po meze obvykle následuje výběr grilovaného masa nebo ryb. Jídlo se zpravidla zakončuje arabskou kávou a čerstvým ovocem, někdy se však nabízí i výběr tradičních sladkostí.

### Sport

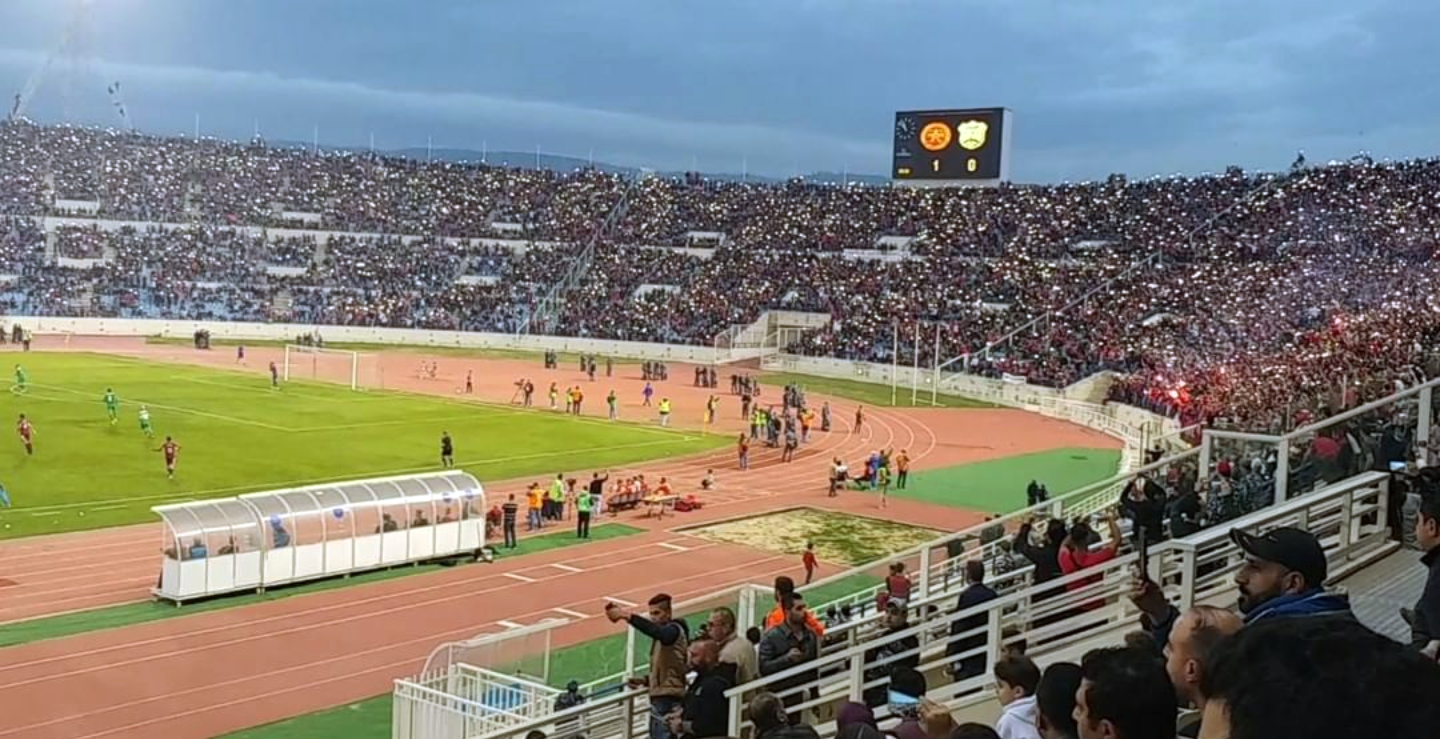
Sportovní stadion Camille Chamouna v Bejrútu

Na soutěžní úrovni patří mezi nejoblíbenější libanonské sporty basketbal a fotbal. Mezi další běžné volnočasové sporty v Libanonu patří kanoistika, cyklistika, rafting, horolezectví, plavání, plachtění a speleologie. Každý podzim se koná Bejrútský maraton, na který se sjíždějí špičkoví běžci z Libanonu i ze zahraničí. V Libanonu se nachází šest lyžařských středisek, vzhledem k jedinečné geografii Libanonu je možné ráno lyžovat a odpoledne se koupat ve Středozemním moři.
Rugby league je v Libanonu relativně novým, ale stále se rozvíjejícím sportem. Libanonský národní tým se zúčastnil mistrovství světa v ragby v roce 2000, a jen těsně se nekvalifikoval na turnaje v letech 2008 a 2013. Na mistrovství světa v roce 2017 se opět kvalifikoval a dostal se do čtvrtfinále, kde těsně prohrál s reprezentací Tonga 24:22. Tím si zajistil kvalifikaci na rok 2021. Ve čtvrtfinále mistrovství 2021 však již takovou konkurenci neměli, když prohráli s pozdějšími šampiony z Austrálie 48:4. Libanon se také zúčastnil Evropského poháru 2009, kde po těsném nepostupu do finále porazil Irsko a skončil na 3. místě.

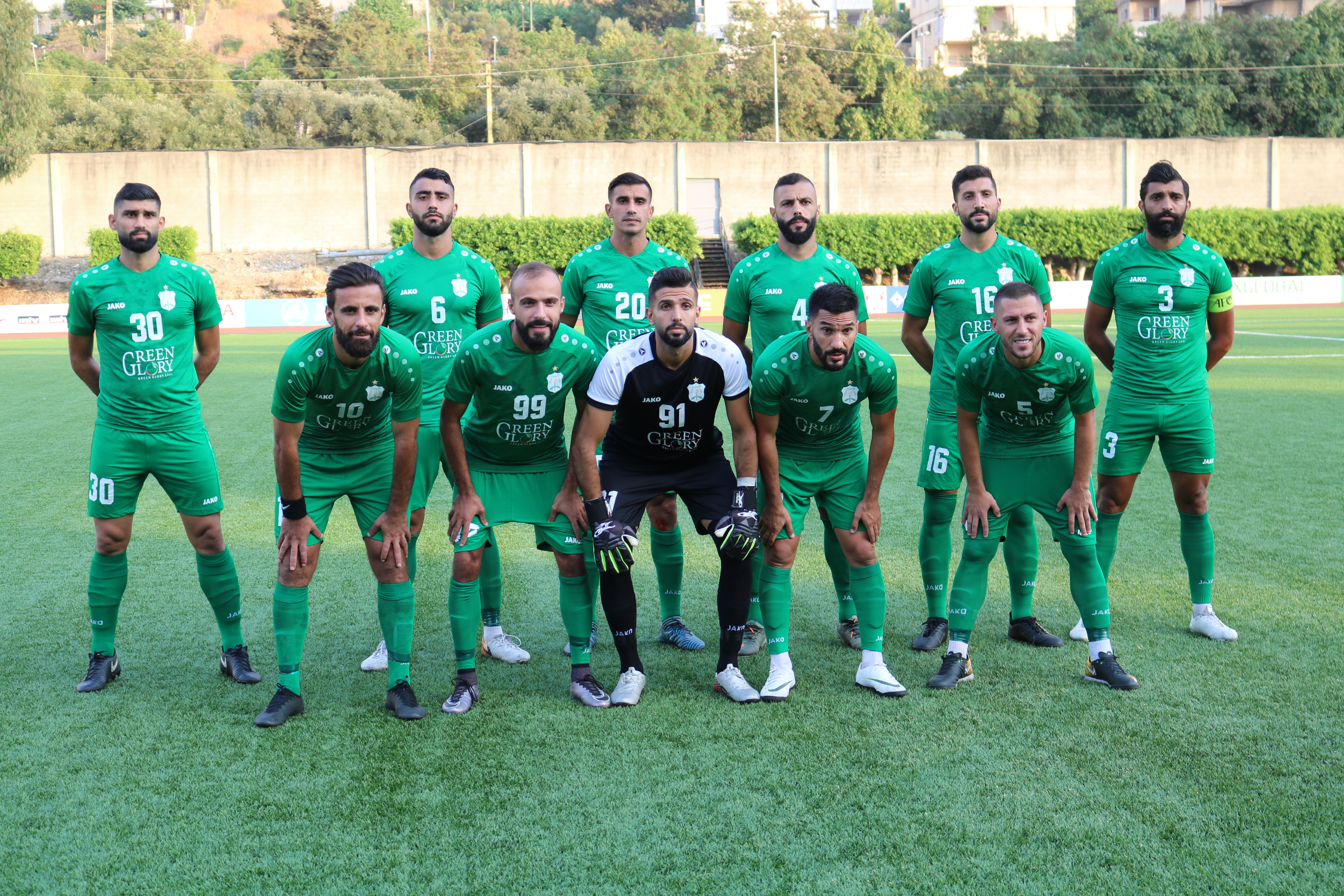
Fotbalový klub Al Ansar z Bejrútu

V Libanonu se dále hraje basketbal. Libanonský národní tým se třikrát za sebou kvalifikoval na Mistrovství světa v basketbalu mužů. Dominantními basketbalovými týmy v Libanonu jsou Sporting Al Riyadi Bejrút, který je arabským a asijským mistrem, a Club Sagesse, který dokázal získat asijský a arabský titul již dříve.
Fotbal patří v zemi k nejoblíbenějším sportům. Nejvyšší fotbalovou ligou je libanonská Premier League, jejímiž nejúspěšnějšími kluby jsou Al Ansar FC a Nejmeh SC. V posledních letech Libanon hostil Mistrovství Asie ve fotbale a Arabské hry, v roce 2009 Libanon hostil Frankofonní hry a od získání nezávislosti se fotbalisté zúčastnili všech olympijských her, na kterých získali celkem čtyři medaile. V posledních letech se v Libanonu velmi aktivně projevují také vodní sporty. Od roku 2012 a se vznikem nevládní organizace Libanon Water Festival se na tyto sporty klade větší důraz a Libanon se prosazuje i jako cíl mezinárodních soutěží ve vodních sportech. Pořádají se zde různé soutěže a vodní sportovní show, které povzbuzují své fanoušky k účasti a velkým výhrám.